# The Beatles
I Beatles sono stati un gruppo musicale britannico, fondato a Liverpool nel 1960 e attivo fino al 1970. Il gruppo era composto da John Lennon (1940-1980) Paul McCartney (1942) George Harrison (1943-2001) e Ringo Starr (1940) quest'ultimo a partire dal 1962, chiamato a sostituire Pete Best (1941); della prima formazione faceva parte anche Stuart Sutcliffe (1940-1962) bassista dei Beatles dal 1960 fino al 1961.
Ritenuti un fenomeno di comunicazione di massa di proporzioni mondiali i Beatles hanno segnato un'epoca nella musica, nel costume, nella moda e nella pop art. A distanza di vari decenni dal loro scioglimento ufficiale – e dopo la morte di due dei quattro componenti – i Beatles contano ancora un enorme seguito e numerosi sono i loro fan club esistenti in ogni parte del mondo.
Stando alle stime dichiarate hanno venduto a livello mondiale un totale di oltre un miliardo di copie fra album, singoli e musicassette, risultando fra gli artisti di maggior successo e quelli con il maggior numero di vendite negli Stati Uniti. Sono inoltre al primo posto della lista dei "100 migliori artisti" redatta dalla rivista Rolling Stone (The 100 Greatest Artists of All Time).
L'aura che circonda lo sviluppo del loro successo mediatico, la quale ha favorito la nascita della cosiddetta Beatlemania, così come la qualità, ritenuta molto elevata, della loro discografia, sono inoltre oggetto di studio di università, psicologi e addetti del settore.
Durante la loro carriera decennale sono stati ufficialmente gli autori di 186 composizioni incise come gruppo a cui vanno aggiunti venti brani a firma Lennon-McCartney ceduti ad altri artisti.

## Storia

### Gli anni della formazione (1957-1960)

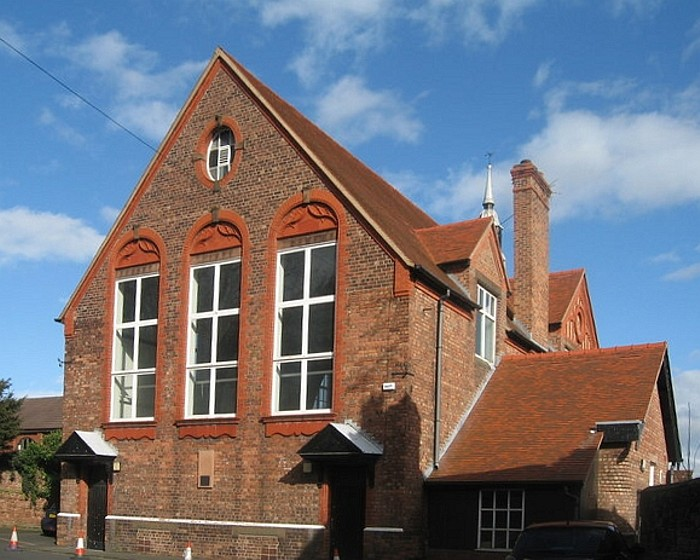
St Peter's Church Hall, dove Lennon e McCartney si conobbero il 6 luglio 1957

La storia dei Beatles iniziò sabato 6 luglio 1957: in quella data, nella chiesa di St Peter a Liverpool, in occasione della festa annuale della parrocchia, era in corso un'esibizione dei Quarrymen, un gruppo skiffle di cui era leader il sedicenne John Lennon. Ivan Vaughan, già compagno delle elementari di John ed ex componente della band, gli presentò il quindicenne Paul McCartney, all'epoca suo compagno di scuola al Liverpool Institute. Paul si presentò suonando Long Tall Sally di Little Richard e Twenty Flight Rock di Eddie Cochran. Durante le sue esibizioni, John usava cambiare parole e accordi a suo piacimento; oltre che dall'abilità di Paul alla chitarra, rimase quindi colpito dalla sua memoria, dato che ricordava alla perfezione i testi delle canzoni che eseguiva. Sebbene John ben sapesse che invitare Paul a far parte del gruppo avrebbe significato condividerne la leadership, si risolse ben presto a farlo entrare nei Quarrymen. Pete Shotton fu incaricato di invitarlo; Paul McCartney accettò, dicendo però che si sarebbe unito al gruppo dopo le vacanze.
Alcuni mesi dopo l'ingresso di Paul nel gruppo, questi contattò per un'audizione un altro ragazzo che con lui frequentava il Liverpool Institute: l'amico e compagno di scuolabus George Harrison. Lennon ammise George nel gruppo in seguito a un provino che ebbe luogo proprio su un autobus, dopo averlo ascoltato cimentarsi in un pezzo strumentale, Raunchy. Nel gennaio del 1960 fu un compagno di John all'Art College, lo scozzese Stuart "Stu" Sutcliffe, a divenire il bassista dei Quarrymen. Pittore di grande talento, acquistò un basso Höfner dopo aver venduto il suo primo quadro. La notte del 16 agosto dello stesso anno, prendendo spunto dai Crickets di Buddy Holly (grilli, in inglese) Lennon e Sutcliffe inventarono il nome Beatles, che venne assunto dal complesso – dopo essere passato per Johnny and The Moondogs, Beatals, Silver Beetles e Silver Beatles.
All'inizio della loro carriera, i Beatles mancavano di un batterista fisso; a loro si unì per un breve tempo il batterista trentaseienne Tommy Moore, che li lasciò dopo una tournée in Scozia come gruppo di spalla del cantante Johnny Gentle. Soprattutto Sutcliffe aveva difficoltà a suonare il basso in modo soddisfacente, tanto da dover spesso suonare di spalle. Per una serie di fortunate coincidenze, poiché altri gruppi di Liverpool non erano disponibili, il loro primo manager, Allan Williams, propose loro una scrittura ad Amburgo – dove un'altra band di Liverpool, Derry and the Seniors, stava esibendosi con successo – a condizione che si dotassero di un batterista fisso. Un giorno di agosto, al Casbah di Mona Best, notarono il figlio della proprietaria, Pete Best, che col suo gruppo, i Blackjacks, si esibiva alla batteria. Ritenuto idoneo, fu reclutato pochi giorni prima di partire per Amburgo.

### Il periodo di Amburgo (1960-1962)

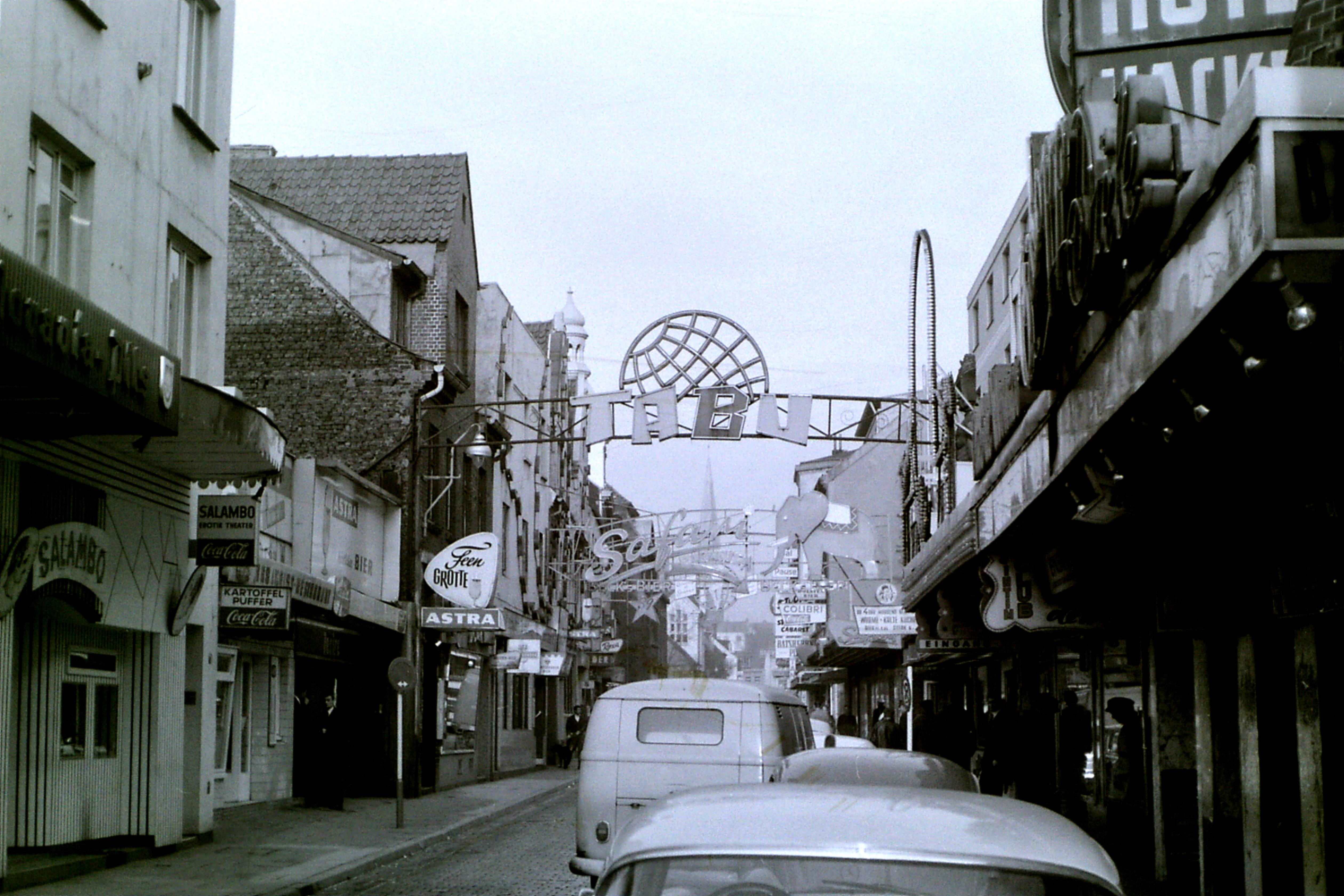
Große Freiheit, tardi anni sessanta

Ad Amburgo iniziò una vera trasformazione: costretti dall'esigente titolare dell'Indra, il locale dove si esibivano (al numero 64 di Große Freiheit, una laterale della Reeperbahn, la via a luci rosse del quartiere di St. Pauli) a lunghe esibizioni in cui dovevano produrre il massimo volume, la loro musica acquistò potenza e consapevolezza. In quel periodo si formarono lo stile e il repertorio che avrebbero caratterizzato i primi anni della loro attività e secondo una teoria – successivamente smentita dall'interessato – iniziò a emergere la volontà di Paul di prendere il posto di Stuart al basso. La prima volta che il gruppo si esibì con un contratto a nome "The Beatles" fu proprio ad Amburgo, il 17 agosto 1960.
A fine novembre ritornarono a Liverpool, costretti al rimpatrio da alcuni problemi con la polizia tedesca imbeccata dal primo impresario che li aveva ingaggiati, ma che essi avevano in seguito lasciato per un contratto più vantaggioso. Inoltre George era minorenne e non poteva lavorare legalmente; Pete e Paul, trasferitisi nella sistemazione procurata dal loro nuovo datore di lavoro, rientrando nottetempo nel loro vecchio e precario alloggio per prendere le loro cose illuminarono la stanza dando fuoco a un profilattico appeso alla parete e incendiando così le tende, evento che provocò il loro arresto e quindi l'espulsione. Questa versione però è stata smentita da Marco Crescenzi, che in un suo libro ha pubblicato alcuni documenti degli archivi della Repubblica Federale Tedesca (es.: dichiarazioni di Bruno Koschmider, proprietario del Kaiserkeller, alla polizia tedesca, permessi di soggiorno, ecc...) che dimostrano che le autorità tedesche erano perfettamente a conoscenza dell'età di Harrison e che tutti i componenti del gruppo avevano un regolare permesso di lavoro. Pochi mesi dopo ritornarono ad Amburgo con un contratto firmato senza l'intermediazione del loro manager e grazie agli estimatori che si erano conquistati, e lì si esibirono dal 1º aprile al 1º luglio 1961.
Nella terza spedizione nella città tedesca – che ebbe luogo nell'aprile-maggio 1962 – si iniziò a delineare la formazione definitiva del gruppo. Nel luglio 1961 Stuart Sutcliffe, ammesso all'Accademia d'arte di Amburgo, aveva lasciato la musica per dedicarsi alla pittura, suo vero interesse, e al basso era subentrato Paul McCartney. Nel frattempo era cambiato anche il loro look: i capelli pettinati in avanti con la frangetta, le giacche di pelle e senza risvolti, il tutto completato da stivaletti ("i Beatles boot") furono il contributo all'immagine dei Beatles dato dalla fidanzata tedesca di Stuart, Astrid Kirchherr. Il gruppo ritornò ad Amburgo per l'ultima trasferta a metà dicembre 1962, esibendosi fino alla fine dell'anno allo Star-Club. Con questi ultimi concerti, i Beatles avevano collezionato un totale di 800 ore sui palcoscenici tedeschi.

### Gli esordi in studio (1962-1963)

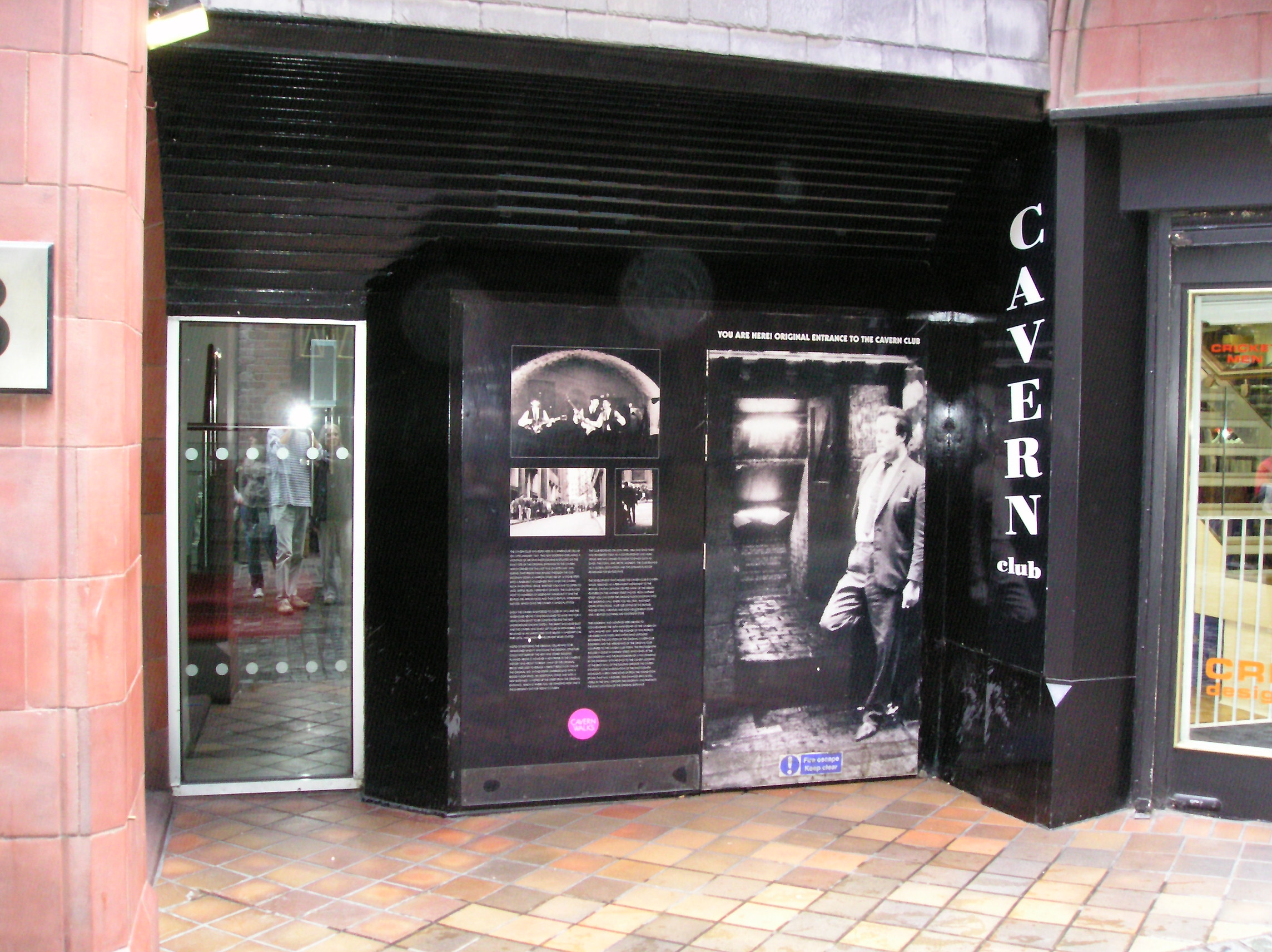
L'ingresso originario del Cavern Club

Tornati a Liverpool dalla prima trasferta amburghese, i Beatles colpirono i loro fan per la trasformazione estetica, musicale e professionale. Cominciarono a suonare in un locale in Mathew Street, il Cavern Club dove, con la loro grinta e disinvoltura sul palco, richiamavano un vasto pubblico formato in gran parte da frenetiche ammiratrici.
Presto trovarono un manager in Brian Epstein, che all'epoca gestiva un negozio di elettrodomestici e dischi. Incuriosito dalla richiesta da parte di un cliente di My Bonnie – un disco registrato dal gruppo in Germania in cui essi accompagnavano il cantante solista Tony Sheridan – e incoraggiato dal fatto che si esibissero al Cavern Club a poca distanza dal suo negozio, ci andò per conoscerli. Colpito dal loro carisma e dal richiamo di pubblico, si offrì di fare loro da manager. Anche per il fatto di aver rotto con il loro primo impresario, Allan Williams, e limitando la loro attività quasi esclusivamente agli spettacoli quotidiani al Cavern, dopo un'iniziale esitazione accettarono. Da parte sua Epstein riuscì ad allargare il giro delle loro scritture: si impegnò a ripulirne l'immagine insegnando loro anche il celebre inchino all'unisono da sfoggiare nei concerti per poi ottenere un provino ai Beatles con la Decca Records il giorno di Capodanno del 1962.
Fu così che Mike Smith, osservatore della Decca Records, partì alla volta di Liverpool per ascoltare i Beatles e un altro gruppo locale, rimanendo favorevolmente impressionato dalle loro esibizioni al Cavern Club. Giunti a Londra per l'audizione dopo un viaggio disastroso e una notte passata male, irritati e nervosi, i Beatles – malconsigliati da Brian Epstein nella scelta dei brani – eseguirono la parte meno eccitante del loro repertorio conservato per la storia nelle registrazioni rimaste nell'archivio della casa discografica. Nonostante il gradimento di Smith, la Decca preferì mettere sotto contratto un altro gruppo – Brian Poole and the Tremeloes – per il fatto che quest'ultimo nelle audizioni in studio si era dimostrato migliore. L'errore di valutazione divenne epocale. Un paio d'anni dopo, la stessa Decca, per ironia della sorte su raccomandazione di George Harrison, mise sotto contratto i Rolling Stones pur non essendo in un primo momento convinta, proprio perché memore dell'errore commesso con i Beatles.

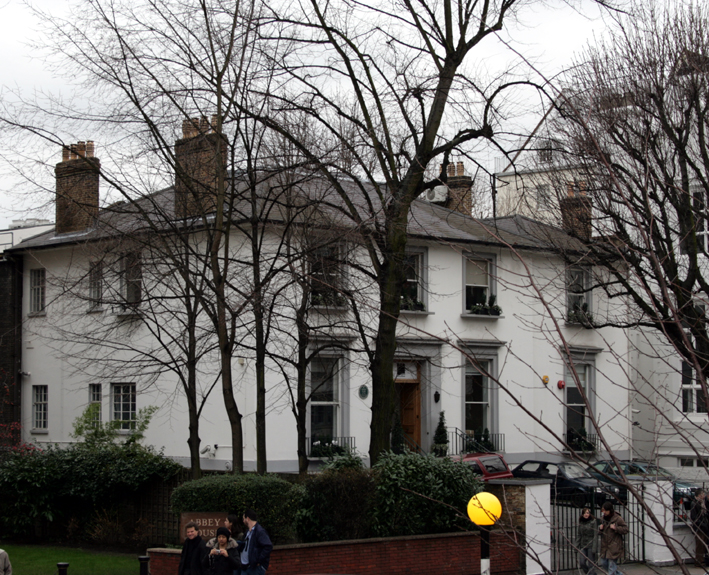
Gli studi discografici EMI di Abbey Road

Dopo questo insuccesso, Brian Epstein si recò nel grande negozio londinese HMV in Oxford Street gestito da Bob Boast che gli suggerì di presentarsi ai discografici con un acetato anziché con dei nastri, dando così prova di maggiore professionalità. Fu perciò avviato a Jim Foy, addetto al riversaggio dei nastri su lacca; il tecnico, favorevolmente impressionato dalla musica del quartetto di Liverpool, indirizzò il manager dei Beatles a Sid Coleman, dirigente della EMI. Fu solo l'insistenza di Brian Epstein e il fatto che egli fosse, con il negozio di famiglia NEMS (North End Music Stores) un importante distributore nel nord dell'Inghilterra, a convincere i responsabili della EMI, che demandarono a George Martin il compito di ascoltare qualche traccia incisa dai Beatles.
Martin, all'epoca, era responsabile per la EMI dell'etichetta sussidiaria Parlophone, che si occupava di jazz e musica classica. Era quindi piuttosto lontano dal genere musicale dei Beatles ma avendo ascoltato su insistenza di Epstein parte del materiale da essi prodotto, si convinse che si potesse trarre qualcosa di buono dal gruppo e ritenne che valesse la pena dare loro un'occasione, concedendo al quartetto un'audizione che si tenne nel marzo del 1962. Nello Studio Tre di Abbey Road a Londra furono registrati quattro pezzi, tra cui una versione del classico Bésame mucho cantata da Paul e tre composizioni originali: Love Me Do, P.S. I Love You e Ask Me Why, dalle quali l'assistente di studio di George Martin, Ron Richards (che si fece carico della seduta di registrazione in attesa dell'arrivo di Martin) rimase positivamente impressionato.
Fu solo a quel punto che i Beatles poterono avere un vero contratto discografico, che verrà sottoscritto il 4 giugno 1962 (circa tre mesi dopo quella storica audizione) anche se non molto conveniente per loro. Quando il 4 settembre 1962 i Beatles si ripresentarono nella sala d'incisione di Abbey Road, Ringo Starr sostituiva Pete Best alla batteria. Subito dopo l'audizione di giugno, infatti, George Martin, insoddisfatto delle caratteristiche strumentali di Best, aveva detto a Brian Epstein che avrebbe preferito un turnista per le registrazioni in studio. Pete Best aveva inoltre un carattere introverso e condotte che compromettevano l'unità della formazione, specialmente nel contesto di Amburgo: a differenza degli altri tre rifiutava di assumere pastiglie eccitanti e di adottare la nuova pettinatura. C'è chi pensa anche che abbia giocato la gelosia: il seguito di ammiratrici di Best era assai folto e questo minacciava le ambizioni di conquiste femminili da parte del resto del gruppo. Comunque sia, non si era creato un grande affiatamento con gli altri componenti. In aggiunta, John, Paul e George conoscevano già Ringo per averlo incrociato ad Amburgo quando suonava con il gruppo Rory Storm and the Hurricanes; e il batterista conosceva il loro repertorio, in quanto aveva occasionalmente sostituito Best. Sotto la pressione di George Martin, Starr fu perciò considerato dai tre l'elemento adatto alla sostituzione definitiva, avvenuta il 16 agosto.

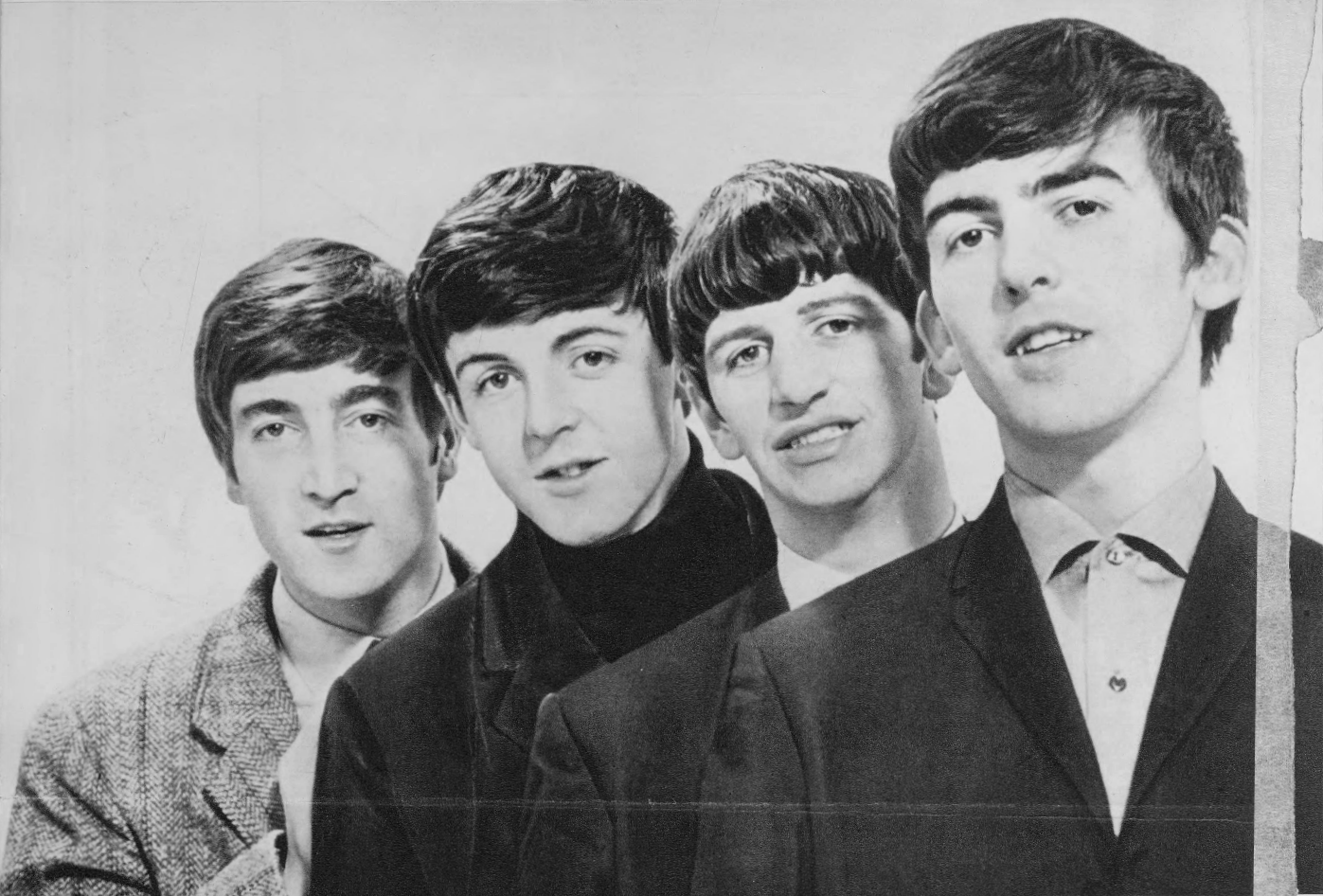
I Beatles nel 1963

Per la sessione del 4 settembre, Martin aveva trovato loro una canzone con cui pensava potessero scalare la classifica delle vendite: il titolo del pezzo era How Do You Do It? di Mitch Murray. Tuttavia, i Beatles fecero chiaramente capire che volevano registrare materiale di loro composizione. Così, dopo l'esecuzione di How Do You Do It? si passò a incidere Love Me Do. Ascoltando la registrazione di quel giorno, il produttore considerò la prova di Ringo Starr poco soddisfacente e perciò per la sessione in studio della settimana successiva provvide a sostituire Ringo con il turnista Andy White, che suonò la batteria in Love Me Do e in P.S. I Love You. Ringo si adattò a suonare il tamburello come rinforzo al rullante in Love Me Do, mentre in P.S. I Love You era alle maracas.
Love Me Do venne pubblicata come singolo nella versione con Ringo Starr, mentre la versione dell'album vide White alla batteria. Il disco, cui la EMI riservò scarsissime attenzioni promozionali raggiunse il diciassettesimo posto nelle classifiche di vendita del Regno Unito e a Liverpool vendette moltissimo. Una leggenda vuole che il successo di vendite a Liverpool fosse dovuto all'acquisto da parte di Brian Epstein di migliaia di copie del disco. A quarant'anni di distanza, quello che sembrava solo un episodio leggendario fu invece confermato da Alistair Taylor, a quel tempo assistente di Epstein.

### La scalata al successo e le tournée (1963-1966)

#### L'esplosione del successo nel 1963
Il 1963 rappresentò l'anno in cui esplose la popolarità del gruppo. Ad essa concorsero le loro produzioni musicali, i concerti in speciali occasioni (il Val Parnell's Sunday Night at the London Palladium e la storica esibizione al Royal Variety Performance, alla presenza dei reali inglesi) le apparizioni televisive. Testimonianza del boom della celebrità è fra l'altro l'andamento delle adesioni al Beatles fan club; all'inizio del 1963 gli aderenti ammontavano a un migliaio, alla fine dello stesso anno il numero degli iscritti era salito a ottantamila. Al termine di quell'anno i giornali inglesi riconoscevano quasi unanimi le qualità del gruppo.
(William Mann, dal quotidiano The Times, 1963)

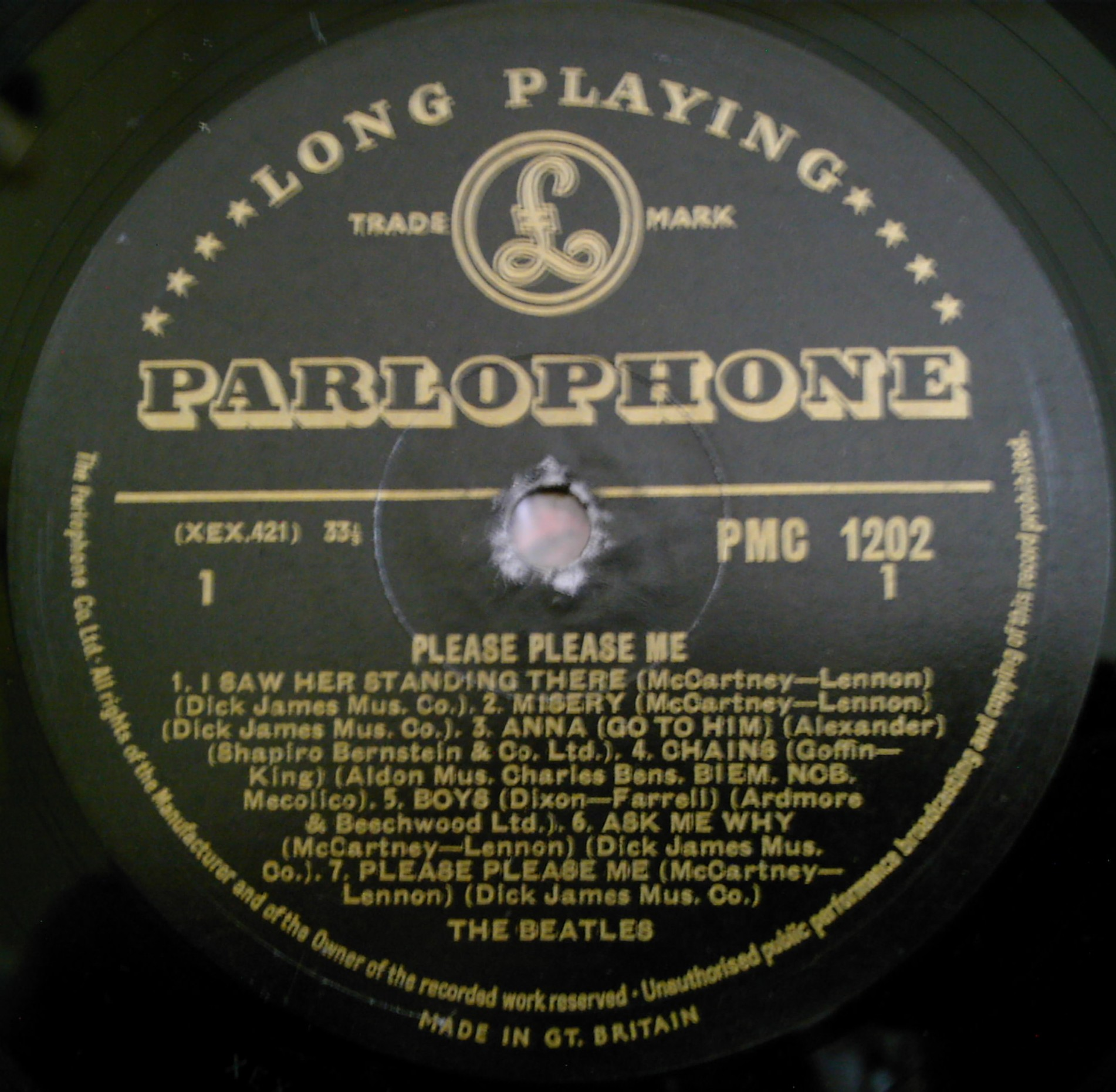
Etichetta dell'album Please Please Me (versione pubblicata in Gran Bretagna)

Please Please Me fu il secondo 45 giri del gruppo e raggiunse il primo posto della hit parade inglese. Sarebbe stato il primo degli innumerevoli singoli di successo firmati Lennon-McCartney. Il successo del brano iniziò a far conoscere il gruppo su scala nazionale: uscito l'11 gennaio 1963, ebbe subito recensioni positive.
Due mesi dopo la pubblicazione di Please Please Me, il 22 marzo uscì l'album omonimo, che vendette subito 500 000 copie e raggiunse il primo posto nella classifica di vendita britannica degli LP. Questo 33 giri, che vedeva una copertina con la loro foto in costume di scena affacciati dalla ringhiera della casa editrice della EMI in Manchester Square fu di fatto il primo passo del loro ingresso nella storia della musica. Notevole era il fatto che per la prima volta non si trattava di cover raffazzonate alla buona per mettere insieme il formato 33 giri, come era comune per sfruttare rapidamente singoli di successo; otto brani su quattordici erano infatti di loro composizione.
Il quarto singolo, She Loves You (pubblicato ad agosto) in particolare, bruciò tutti i record di vendita esistenti fino ad allora e fu il loro primo singolo a raggiungere il milione di copie, diventando la canzone di maggior successo commerciale nel Regno Unito fino al 1978.
L'album seguente, With the Beatles, fu pubblicato il 22 novembre 1963 ed ebbe un consenso talmente grande, sia di pubblico sia di critica, che non fu nemmeno necessario promuoverlo con l'uscita di un singolo. La copertina era artistica e innovativa per le convenzioni dell'epoca così come i sette brani firmati Lennon-McCartney e il primo firmato da Harrison intitolato Don't Bother Me. Divennero celebri All My Loving, ripresa da molti altri artisti e I Wanna Be Your Man, con la quale i Rolling Stones centrarono il loro primo successo commerciale.

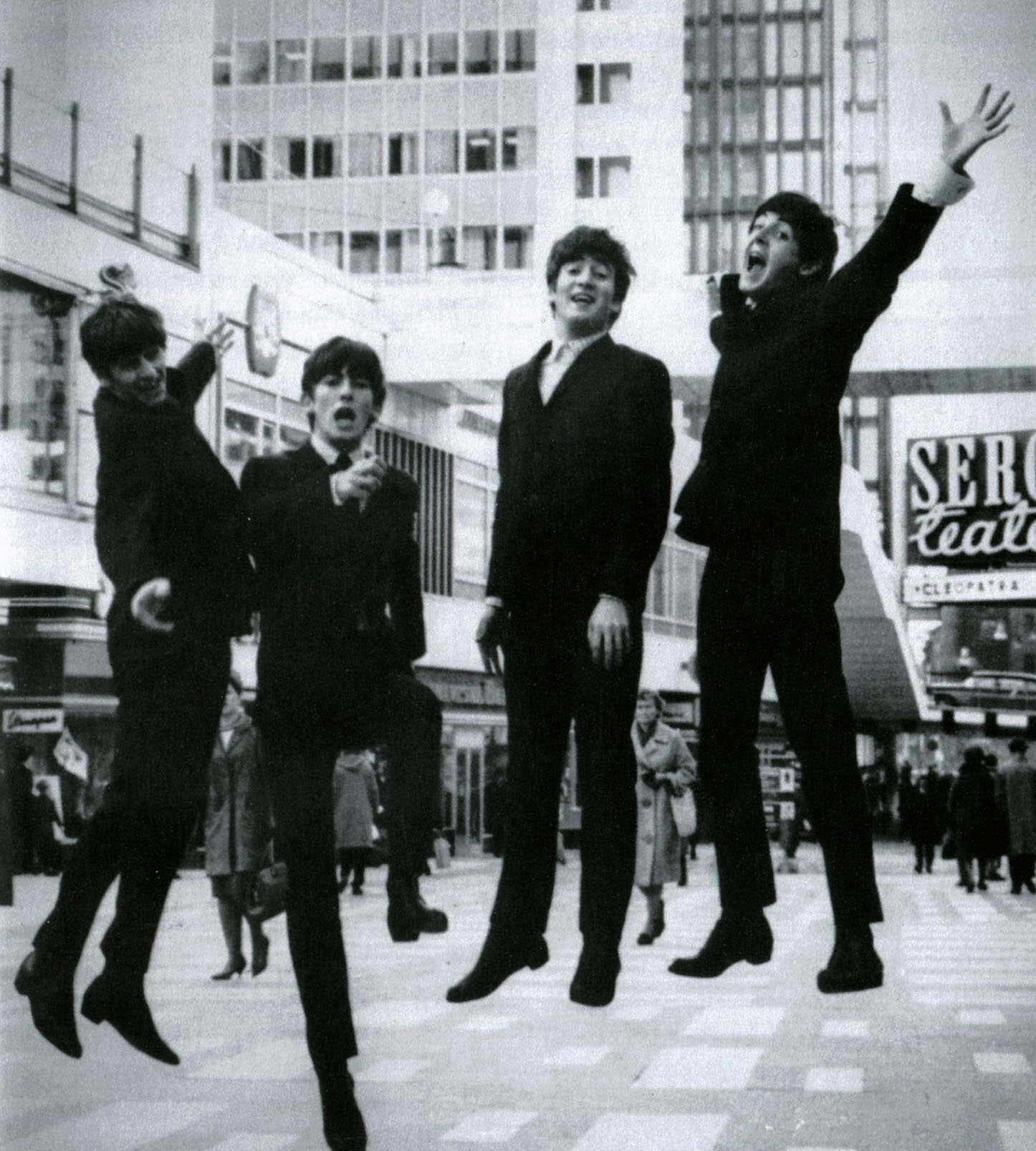
I Beatles a Stoccolma, 30 ottobre 1963

Intanto, a fianco dell'intensa attività in studio, una parte rilevante per la diffusione dell'immagine del gruppo fu costituita dalle tournée. Per la seconda volta dopo il 1960, la Scozia accolse i Beatles in un minitour dal 3 al 6 gennaio 1963. Questa esperienza permise ai quattro musicisti di uscire dalla routine delle esibizioni nello stesso club. John considerò il tour scozzese del 1963 «un sollievo. Cominciavamo a sentirci limitati, senza sbocchi. [...] L'esperienza di Amburgo era ormai superata».
Ancora più motivante fu la tournée successiva come gruppo di spalla di Helen Shapiro che si svolse dal 2 febbraio al 3 marzo dello stesso anno e che toccò quattordici centri inglesi. Il tour contribuì al definitivo amalgama di Ringo con gli altri tre Beatles e all'affiatamento del gruppo. John giudicò che «cambiare ogni sera locale fu un vero toccasana».
Tornati a Liverpool il 4 marzo, dopo cinque giorni con altri artisti erano nuovamente in tournée – che sarebbe durata fino al 31 marzo – per le maggiori piazze inglesi, sempre più popolari fra il pubblico dei concerti, sempre più in risalto nei cartelloni pubblicitari e sempre più importanti, tanto da essere loro ad esibirsi in chiusura degli spettacoli. A fine ottobre volarono in Svezia per il primo tour all'estero. Lì per una settimana alternarono incisioni radiofoniche, concerti dal vivo e registrazioni per il programma televisivo Drop In. Consapevoli di dover conquistare il pubblico scandinavo, i Beatles si esibirono alla stazione radiofonica Karlaplansstudion in uno spettacolo di qualità eccellente.

#### 1964: Le grandi tournée internazionali

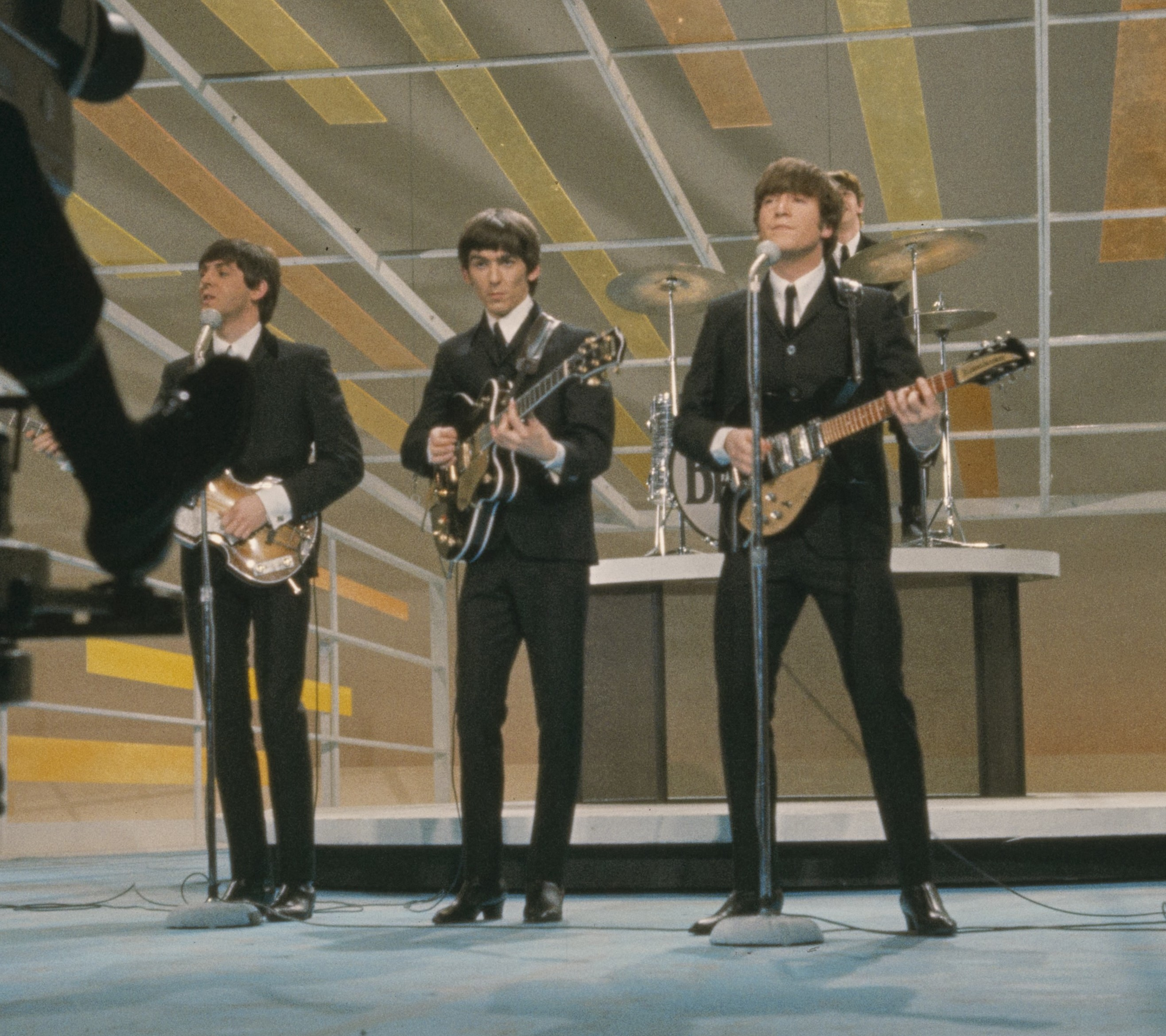
I Beatles all'Ed Sullivan Show

In seguito, con le apparizioni televisive negli show musicali la loro immagine innovativa, la pettinatura e i vestiti, conquistarono un istantaneo seguito tra gli adolescenti inglesi. Iniziò così la Beatlemania: ogni loro concerto fu presto caratterizzato dalle urla assordanti delle fan che rendevano impossibile ascoltare il suono che producevano. Erano inoltre costretti a rocambolesche fughe per evitare l'assalto delle orde di ammiratrici.
Risale al periodo 7-22 febbraio 1964 la prima trasferta intercontinentale in terra statunitense. La formazione inglese era preceduta da una campagna promozionale straordinaria di I Want to Hold Your Hand composta da Lennon e McCartney nel seminterrato di casa Ashley su pressione di Brian Epstein che aveva richiesto ai due autori di creare un brano che riecheggiasse un “sound americano”. I Beatles furono accolti all'aeroporto di New York da un enorme schieramento di fotografi e da scene di isteria collettiva dei diecimila fan urlanti e gli episodi di crisi isteriche, pianti e urla li seguirono nella prima settimana in cui si esibirono alla Carnegie Hall di New York e al Washington Coliseum di Washington. Il 9 febbraio il quartetto fu protagonista di una prima puntata del programma Ed Sullivan Show per poi spostarsi a Miami e registrarne una seconda. Durante l'apparizione all'Ed Sullivan Show – a cui assistettero settantatré milioni di spettatori – il numero di crimini riportati a New York fu molto vicino allo zero e quelli minorili praticamente si azzerarono. A tal proposito George Harrison affermò che «persino i criminali si sono presi dieci minuti di pausa in occasione dello show dei Beatles» prendendo spunto dalle notizie, forse un po' sensazionalistiche, apparse sui quotidiani anglo-americani dell'epoca. La tournée del febbraio 1964 è stata documentata, per quanto riguarda la parte relativa alla capitale Washington, anche da una serie di quarantasei fotografie rimaste a lungo inedite, scattate da un fotografo dilettante, Mike Mitchell, e battute all'asta da Christie's a New York nel luglio 2011 per una cifra esorbitante.

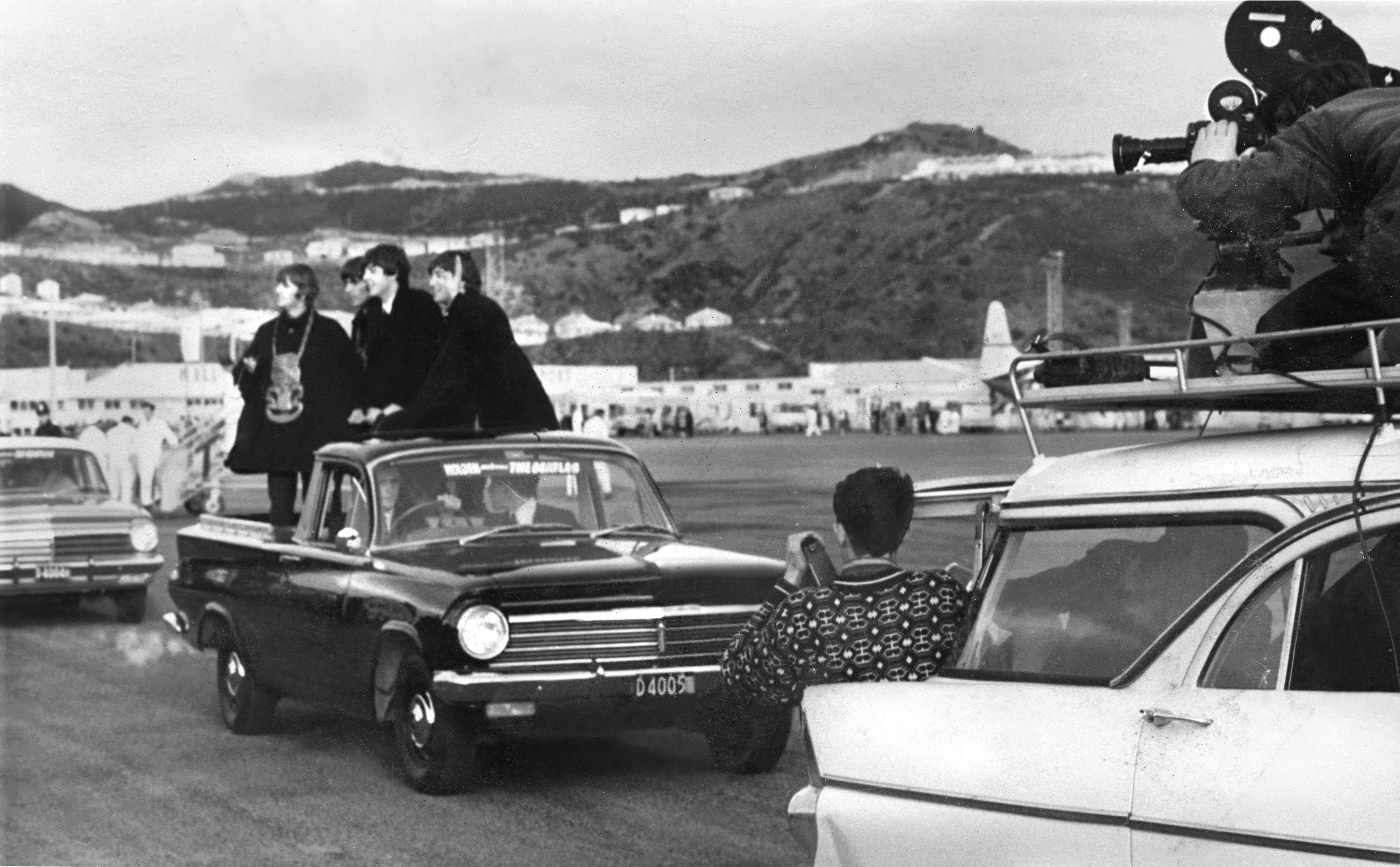
I Beatles all'aeroporto di Wellington 1964

La prima esperienza americana diede modo ai Beatles di aggiornare la propria dotazione strumentale. Confidando nella pubblicità di ritorno, un nuovo basso Höfner venne offerto a McCartney, e la Rickenbacker regalò a Lennon l'ultimo modello della Capri 325 e a Harrison una chitarra elettrica a dodici corde di recentissima produzione. Quest'ultimo strumento, usato da chitarristi blues quali Leadbelly e Ramblin' Jack Elliott si sarebbe ben presto diffuso nel panorama della musica rock degli anni sessanta, impiegato fra gli altri da Animals, Moody Blues, Who, Beach Boys e Byrds.
Dopo tre mesi passati in studio di registrazione, il gruppo intraprese un altro tour mondiale che nel giugno li vide suonare nel Nord Europa, poi a Hong Kong, in Australia e infine in Nuova Zelanda. Ad Adelaide si accalcò una folla stimata in 300 000 persone, il più alto numero di presenze che mai si strinsero attorno ai quattro musicisti.
Dal 19 agosto e per un mese, i Beatles si esibirono in venticinque concerti nelle principali città degli Stati Uniti in un tour che li vide raggiungere un altissimo indice di popolarità. L'isteria di massa in qualche caso degenerò senza che la polizia riuscisse ad arginare masse frenetiche, che arrivarono ad invadere il palco, causando l'interruzione del concerto. In quella fase creativa del gruppo, una parte di rilievo fu giocata dal loro incontro con le droghe "naturali". Durante la tournée, nella suite in cui alloggiavano i Beatles fecero conoscenza con il folk-singer americano Bob Dylan che, vistosi offrire delle pasticche sintetiche – del tipo che essi assumevano come stimolanti durante la gavetta di Amburgo – propose ai quattro in alternativa «qualcosa di più naturale [...] un po' di marijuana» con risultati esilaranti per tutti.
Dopo il tour autunnale in terra britannica, attesi anche in Italia, dal 24 al 28 giugno del 1965 i Beatles effettuarono un minitour italiano organizzato dall'impresario Leo Wächter e in ciascuno dei concerti – uno al pomeriggio e uno alla sera – suonarono per poco più di mezz'ora (preceduti da artisti rock italiani, molti dei quali della scuderia Carisch come Angela, Peppino Di Capri, Fausto Leali e i New Dada); nonostante la brevità delle esibizioni dei Beatles, i fan che accorsero ad ascoltarli al Velodromo Vigorelli di Milano, al Palasport di Genova e al Teatro Adriano di Roma ne rimasero entusiasti (a quello di Roma era presente anche un giovane Carlo Verdone, che ne descrisse i dettagli, e l'attrice Anna Magnani). In nessuna delle esibizioni si registrò il tutto esaurito

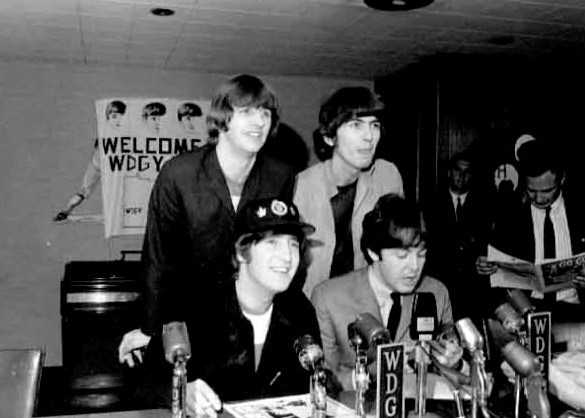
I quattro Beatles alla conferenza stampa di Minneapolis, 21 agosto 1965

Nel giugno del 1965, nel pieno della loro carriera, venne annunciato che i componenti del complesso sarebbero stati insigniti dell'onorificenza di Membri dell'Ordine dell'Impero Britannico dalla regina Elisabetta II. La nomina avvenne a seguito di richieste popolari e fu sostenuta dall'allora primo ministro Harold Wilson. La consegna dell'onorificenza avvenne il 26 ottobre 1965 a Buckingham Palace in un'atmosfera cordiale, stando a quanto riferito dagli stessi Beatles. La motivazione ufficiale del riconoscimento fu di aver reso dei preziosi benefici alle esportazioni inglesi anche se in seguito furono riconosciuti i meriti musicali, culturali e sociali del quartetto di Liverpool. Raramente nel passato la Gran Bretagna aveva esportato cantanti, canzoni e composizioni e ormai veniva considerata una colonia americana per la musica leggera e una colonia italiana per il bel canto. Anni più tardi, nel 1969, Lennon avrebbe rinunciato alle onorificenze restituendo la medaglia alla regina, in un gesto clamoroso con cui intese protestare per il ruolo del Regno Unito nel Biafra e contro l'appoggio agli Stati Uniti in Vietnam e per il fatto che il suo disco Cold Turkey non arrivò in cima alla hit parade. Nel 1997, Paul McCartney fu invece promosso al grado di Cavaliere dell'Ordine dell'Impero Britannico, il che comporta il diritto al titolo di Sir davanti al nome.
Instancabilmente proseguirono i loro tour dopo la pausa di quattordici giorni dovuta alla registrazione dell'album; nel secondo tour americano le scene di masse deliranti, composte soprattutto da ragazze urlanti, culminarono con il concerto del 15 agosto 1965 allo Shea Stadium di New York, davanti ad un pubblico di 55 000 persone documentato nel film-documentario The Beatles at the Shea Stadium. In chiusura d'anno, il gruppo effettuò un tour trionfale in giro per la Gran Bretagna toccando per l'ultima volta la loro città natale.

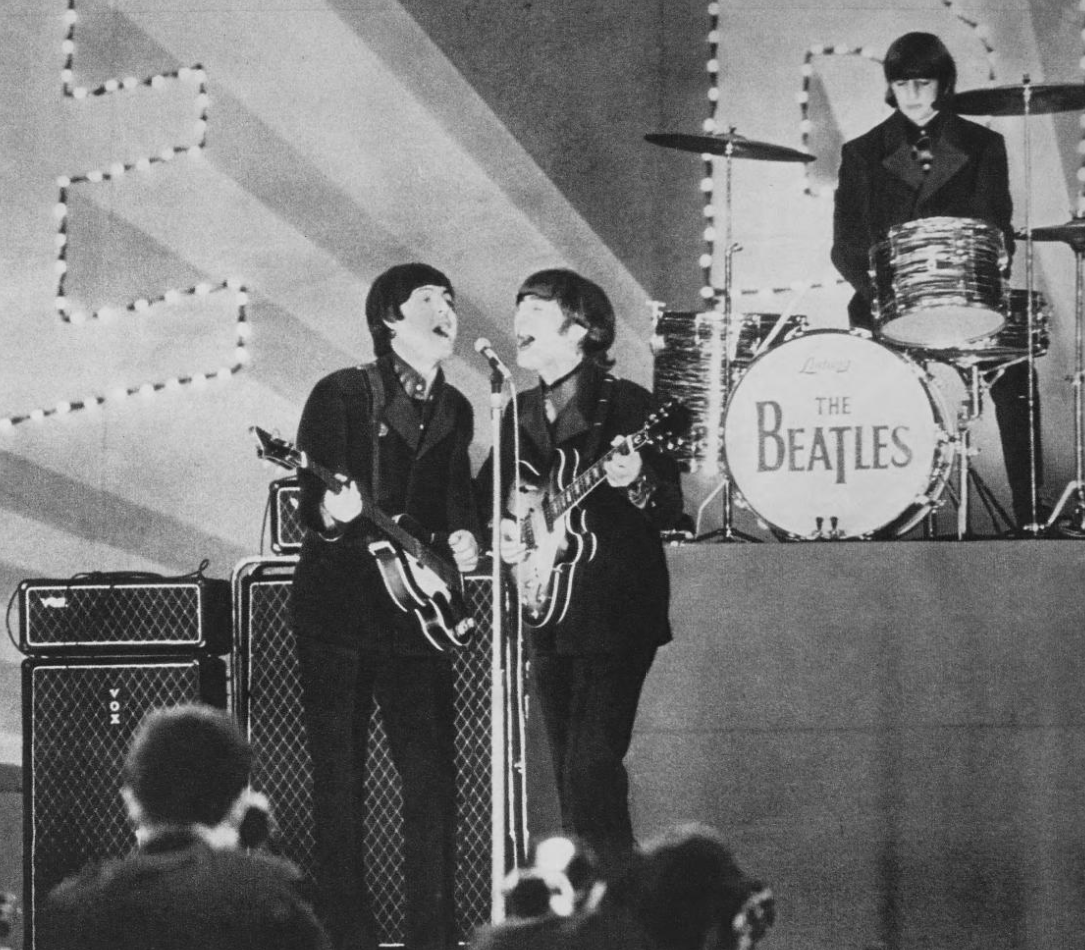
I Beatles a Tokyo, 1966

Il 1966 rappresentò un anno risolutivo per le esibizioni dal vivo dei Beatles. A cavallo fra giugno e luglio, dopo una puntata in Germania, i Beatles volarono in Giappone per cinque concerti a Tokyo e fecero l'ultima tappa nelle Filippine, dove si trovarono invischiati in una situazione difficile con la polizia locale. In entrambi i Paesi asiatici, i Beatles vennero per la prima volta a contatto con l'aspetto sinistro e inquietante della popolarità, minacciati di morte da un'organizzazione studentesca di destra a Tokyo e da sostenitori del presidente Marcos a Manila.
Nel loro ultimo tour americano del 1966 subirono contestazioni da parte di alcuni gruppi di religiosi a causa di un'intervista resa a Maureen Cleave dell'Evening Standard, in cui John Lennon dichiarava la presunta maggiore popolarità e incidenza dei Beatles rispetto a quella di Gesù Cristo. Neppure la benevola e assolutoria nota del Vaticano servì a stemperare l'asprezza del confronto. I giornalisti li assillarono continuamente su questo tema, finché Lennon riuscì a chiarire le sue tesi una volta per tutte e a calmare un po' le acque; i quattro musicisti vissero però ugualmente l'ultima fase della tournée con il terrore di essere bersaglio di qualche attentato.
Stressati dal clima minaccioso e logorati da anni di sfibranti tournée, i Beatles decisero che la loro ultima esibizione dal vivo sarebbe stata il concerto che tennero al Candlestick Park di San Francisco il 29 agosto 1966.
Grazie ai loro quattro singoli I Want to Hold Your Hand (1963) I Feel Fine (1964) Day Tripper (1965) ed Hello, Goodbye (1967) i Beatles detennero il primato di maggior numero di singoli al numero 1 nella classifica britannica la settimana di Natale. Tale record verrà superato soltanto nel 2022 dai connazionali LadBaby.

### Verso la maturità musicale (1964-1965)

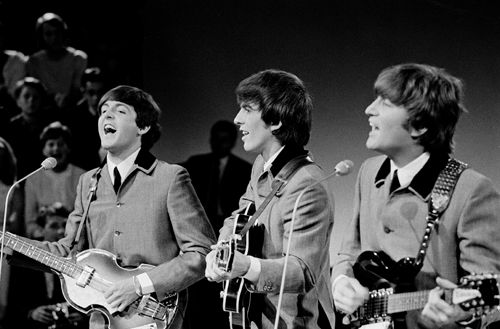
Paul, George e John durante un'esibizione alla TV olandese il 30 ottobre 1964, nel programma 'Drop In'

Nel tempo libero dagli impegni legati ai tour, i Beatles si dedicarono alle attività musicali in sala di registrazione e – in misura minore – alle esibizioni sul set cinematografico. Il 10 luglio 1964 venne dato alle stampe A Hard Day's Night: il film omonimo fu un vero e proprio tributo alla Beatlemania; l'idea portante era di riprendere trentasei ore della vita dei quattro musicisti nello stile di un documentario. A Hard Day's Night si rivelò il loro migliore album fino a quel momento e per la prima volta un loro LP conteneva esclusivamente brani originali (fra l'altro tutti firmati dalla coppia Lennon/McCartney, caso unico nella discografia dei Beatles). Il disco viene ricordato anche per l'introduzione della Rickenbacker elettrica a dodici corde e del rivoluzionario stile, contemporaneo a quello dei Byrds di Roger McGuinn.
L'affaticamento dovuto alle tournée che si susseguivano a ritmo battente causò il passo indietro di Beatles for Sale, uscito il 4 dicembre 1964. Il titolo ironico, ideato da John Lennon, rifletteva le stesse impressioni del brano più gettonato che fu Eight Days a Week; la stanchezza aleggiava tra le note dell'album nonostante il più alto numero di cover presenti, sei, e per di più prese in prestito da autori della fama di Buddy Holly, Chuck Berry, Little Richard. Per queste ragioni viene considerato l'album meno incisivo del gruppo.
Tale lavoro fu però un passo necessario per consentire il percorso evolutivo musicale iniziato con Help! altro album di supporto a un film omonimo. La pellicola risultò essere un successo commerciale e finanziario, ma un fiasco sotto il profilo artistico evidenziando più che altro il buon talento recitativo di Ringo Starr e un certo disinteresse di John Lennon per le riprese (proprio lui in seguito attore di primo piano nella pellicola Come vinsi la guerra). Il disco mise in evidenza da una parte la passione di Lennon per Bob Dylan manifestata nella ballata You've Got to Hide Your Love Away e la sua ricerca di testi sempre più elaborati e impegnati, dall'altra la continua ricerca di brani melodici e romantici, condotta da Paul McCartney e culminata in Yesterday.

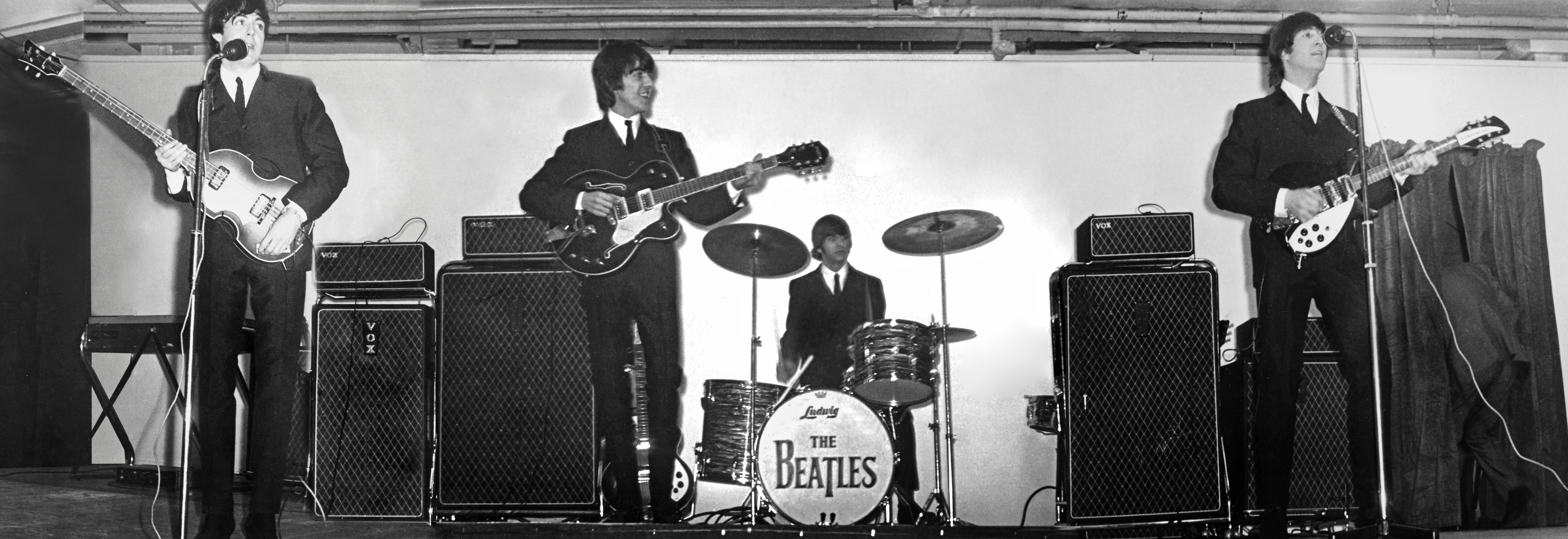
I Beatles alla King's Hall di Belfast, 2 novembre 1964

Help! fu pubblicato nell'agosto 1965 e solo quattro mesi più tardi la loro evoluzione li portò al risultato straordinario di Rubber Soul album raffinato e ricercato in cui compare per la prima volta nella musica leggera occidentale il suono del sitar indiano, le cui sonorità presero il sopravvento sui temi trattati nei primi anni di carriera, volutamente non impegnati e frivoli, atti a conquistare più pubblico possibile. Cominciò anche l'uso di stupefacenti come l'LSD che avrebbero ispirato direttamente il testo e le suggestioni psichedeliche di molti loro brani.
Rubber Soul venne pubblicato nel dicembre del 1965, mentre si andava esaurendo il fenomeno della Beatlemania. Per le soluzioni tecniche e per la ricchezza dei temi trattati il lavoro costituisce per molti critici un punto di svolta nella carriera della formazione di Liverpool e l'anello di raccordo fra la precedente produzione del gruppo e le creazioni immediatamente successive. Nelle sessioni di registrazione dell'album, i Beatles iniziarono a superare la mezzanotte, cosa che negli anni a venire sarebbe diventata un'abitudine. La copertina, con la foto "stirata" dei quattro musicisti, sottintende le innovazioni e le nuove dimensioni sonore dovute in parte all'assunzione di sostanze allucinogene, come esplicitamente affermò Lennon. Anche la sensibilità compositiva risentì positivamente dalla loro maggiore presenza in sala d'incisione, divenuta il rifugio nel quale placare la frustrazione di concerti dal vivo ripetitivi nei quali la musica era sovrastata da urla isteriche. In questo disco, oltre alle classiche canzoni rivolte alle ammiratrici, si ritrovano motivi che indicano la presa di coscienza della società nella quale i Beatles vivevano, melodie spesso contrassegnate da un'eco delle sonorità tipiche dei Byrds nelle loro armonizzazioni di successi di Bob Dylan. Brian Wilson, leader dei Beach Boys, riconobbe in Rubber Soul la principale fonte di ispirazione per la realizzazione dell'album Pet Sounds del 1966.

### La vetta artistica (1966-1967)

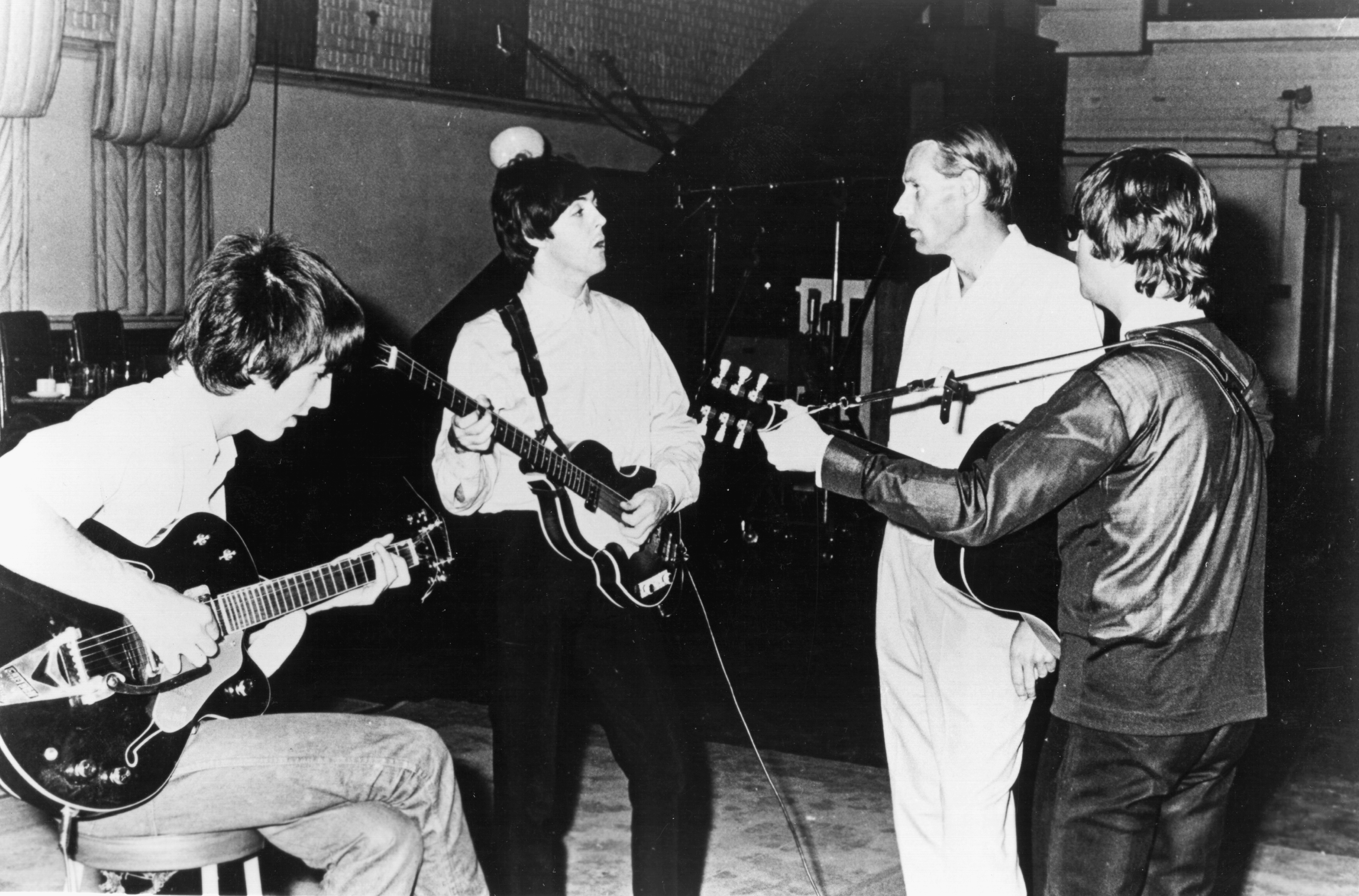
In studio nel 1966: da sinistra Harrison, McCartney, George Martin e Lennon

La maturità artistica del gruppo di Liverpool è da molti critici considerata il biennio 1966-1967. Nel 1966 venne pubblicato Revolver, che molti esperti ritengono un picco nella creatività dei Beatles. Il nuovo LP iniziò la fase in cui la musica dei Beatles prendeva forma in lunghe e articolate sessioni in studio, con l'assistenza di Geoff Emerick, giovane tecnico assunto in EMI cinque anni prima, all'età di quindici anni, piuttosto insofferente alle normative consolidate da anni ad Abbey Road riguardanti le metodologie da usare nella presa del suono. Emerick sfruttò con abilità tutte le risorse fornite dalla primitiva tecnologia dell'epoca, ne introdusse di assai innovative, e così vennero alla luce capolavori sul piano del suono, che sarebbe stato impossibile riprodurre in concerti dal vivo. Revolver parlò di amore, di droga, ma anche di tasse con il pezzo di apertura Taxman, critico verso i politici inglesi dell'epoca, composto e cantato da George Harrison. Parlò anche di morte: con Tomorrow Never Knows di John Lennon che si era ispirato al Libro tibetano dei morti – con la voce immersa tra suoni di nastri riprodotti al contrario, anticipando Sgt. Pepper's – e con Eleanor Rigby di McCartney. I suoni si arricchirono di strumenti indiani e di altre innovazioni elaborate in modo artigianale in studio, con una grande resa finale.
Cominciarono gli anni delle lunghe sedute di registrazione in studio: non potendo riprodurre dal vivo le complesse sonorità dei brani presenti sui loro dischi a partire da Revolver, ma anche estenuati dalle tournée mondiali con tumultuose esibizioni in cui il suono del gruppo era letteralmente sommerso dalle urla delle fan e preoccupati per le prime minacce piovute dai fanatici religiosi i Beatles interruppero l'attività dal vivo e si dedicarono esclusivamente all'attività in studio di registrazione. Fu questa una scelta dolorosa per Brian Epstein, che si sentì a quel punto inutile e ingombrante.

Lennon nel 1967 all'epoca di Sgt. Pepper's, con i celebri occhialini tondi e i baffi da "tricheco"

Il 1º giugno del 1967 fu pubblicato il disco considerato da molti il più importante della storia del rock: Sgt. Pepper's Lonely Hearts Club Band inizialmente pubblicato come "risposta" al lavoro dei Beach Boys Pet Sounds l'album era pensato come un album a tema che avrebbe dovuto rievocare gli anni della loro infanzia e adolescenza a Liverpool. Il titolo nacque da un'idea di Paul McCartney, che voleva creare una nuova identità per il gruppo. Tuttavia, esigenze contrattuali imposero che venissero commercializzati come 45 giri i due brani del progetto già registrati: Penny Lane e Strawberry Fields Forever. Veniva così pubblicato un 45 giri dal doppio lato A, cioè con due pezzi di pari livello, una soluzione inventata proprio per i Beatles e avvenuta per la prima volta nel 1965 con Day Tripper/We Can Work It Out. 
La scelta di pubblicare un nuovo singolo con un doppio lato A, oltre a privare il futuro album Sgt. Pepper's Lonely Hearts Club Band di due tracce di grande levatura, ostacolò il raggiungimento del 45 giri in testa alle classifiche britanniche, rompendo una tradizione consolidata che avrebbe caratterizzato ogni uscita del gruppo. Il sistema con cui venivano create le classifiche di vendita, basato sulle rilevazioni di tre riviste (Melody Maker, New Musical Express e Record Mirror) non comprendendo quale fosse la canzone traino del disco finì con il conteggiare i due brani distintamente. In pratica alcune vendite segnalavano Strawberry Fields Forever, altre Penny Lane, sebbene il disco fosse sempre unitario e le includesse entrambe. Nonostante il sacrificio delle due canzoni "liverpooliane", Sgt. Pepper conservò una sostanziale compattezza, dovuta alle innovazioni sonore introdotte. La ricchezza compositiva dell'LP comprese rumori impensabili all'epoca per un album di musica pop-rock, come quello di una fattoria, l'abbaiare di una muta di foxhound e i versi di altri animali, il suono di organi a vapore vittoriani, la presenza di un'orchestra di quaranta elementi impegnata nella registrazione di A Day in the Life. E la varietà di soluzioni armoniche dell’album fu arricchita in alcune tracce dall’uso di loops sovraregistrati, dall’assemblaggio di sonorità distorte derivanti da sovraincisioni e dall’utilizzo estensivo dell'ADT (Artificial Double Tracking) da parte del tecnico di studio Ken Townsend.
Il 25 giugno il gruppo registrò dal vivo negli studi EMI la lennoniana All You Need Is Love che sarebbe diventata l'inno dei figli dei fiori e della Summer of Love; lanciata in mondovisione durante la prima trasmissione internazionale televisiva via satellite, rappresentò simbolicamente tutto il movimento artistico musicale britannico e la nascente generazione dell'amore. Famosi, ma non infallibili; così i Beatles si scoprirono in quei mesi: tra le altre cose, il loro terzo film (destinato alla televisione) Magical Mystery Tour di cui firmano – e sarebbe stata l'unica volta – la regia, si sarebbe rivelato un fiasco.
Magical Mystery Tour uscì come EP in Gran Bretagna con le sole sei canzoni del film, mentre in America (e in Italia) fu pubblicato un LP comprendente tutti i singoli del 1967, tra cui Strawberry Fields Forever e Penny Lane, i due grandi esclusi di Sgt. Pepper. Magical Mystery Tour venne concepito come un piccolo Sgt. Pepper, con la roboante canzone iniziale, appunto Magical Mystery Tour, di McCartney, un corpo centrale e un pezzo finale di John Lennon, I Am the Walrus, dal sapore psichedelico; ispirata da un poema di Lewis Carroll, The Walrus and the Carpenter, contenuto in Le avventure di Alice nel Paese delle Meraviglie, è una delle canzoni più notevoli in assoluto di Lennon, tanto che gli Oasis, grandi estimatori dei Beatles, la inserivano spesso tra i brani dei loro concerti dal vivo.
Il 27 agosto il loro scopritore e manager storico Brian Epstein sarebbe stato trovato morto nella sua stanza per un letale mix di alcool e psicofarmaci. La complessa macchina organizzativa e soprattutto amministrativa del gruppo si trovò così all'improvviso senza una guida. I Beatles ricevettero la notizia mentre erano a Bangor, nel Galles, a un convegno organizzato dal Maharishi Mahesh Yogi riguardante la meditazione trascendentale.

### I primi contrasti (1968)

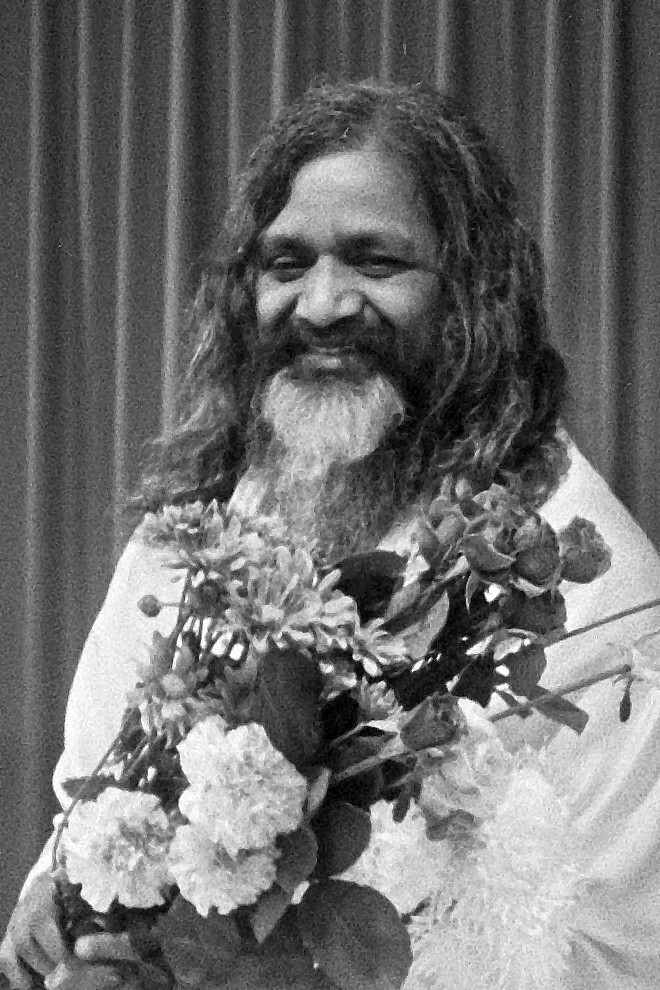
Maharishi Mahesh Yogi (1967)

Il 1968 si aprì con un viaggio in India a Rishikesh, presso Maharishi Mahesh Yogi, alla scuola di pensiero della "rigenerazione spirituale" di cui i Beatles erano nel frattempo diventati adepti. La solitudine e la serenità dell'ashram indiano aiutarono i Beatles a comporre un buon numero di brani, utilizzando soltanto strumenti acustici; a contatto con Donovan, anch'egli presso il Maharishi, appresero dal chitarrista scozzese la tecnica del fingerpicking che si ritrova nel loro successivo album.
Al ritorno dall'India, John e Paul volarono a New York per il lancio della loro società di produzione ribattezzata "Apple" e che aveva per simbolo una mela verde. Con la loro società, essi spiegarono che volevano offrire la possibilità a tutti gli artisti che avevano qualcosa da dire, fossero essi musicisti, scrittori, cineasti, di potersi esprimere senza passare dalla dura gavetta come era capitato a loro. Paul affermò in una conferenza stampa che l'idea era quella di un "comunismo occidentale". Di fatto l'attività principale della Apple fu la produzione dei loro dischi, che dal White Album in poi iniziarono ad apparire con l'etichetta della mela verde, intera su un lato del disco e tagliata a metà sull'altro. Si trattò di un'impresa velleitaria che risucchiò molte risorse economiche e dette risultati assai modesti rispetto alle aspettative artistiche, anche se alla fine uscirono per la Apple dischi di autori di talento, come il giovane James Taylor.
Con il contributo anche di molti brani composti durante il loro soggiorno indiano nacque il doppio The Beatles (soprannominato White Album per la copertina completamente bianca) uscito nel novembre del 1968. Nel disco è evidente come il gruppo stesse perdendo la propria coesione in quanto ogni brano riporta l'identificabile cifra stilistica del suo autore, ma anche in positivo il prepotente emergere come compositore di George Harrison (sua infatti While My Guitar Gently Weeps che si segnalò anche per l'inedita presenza alla chitarra solista di Eric Clapton). Alcuni brani (Revolution 9, Piggies,  Blackbird e, soprattutto, Helter Skelter) furono distorti dalla mente ossessionata di Charles Manson, che li interpretò come un messaggio inviatogli dai Beatles in cui veniva sollecitato a prepararsi a un prossimo scontro razziale e fu proprio "Helter Skelter" il nome che Manson diede al futuro conflitto fra bianchi e neri.
L'album presenta particolari spunti innovativi psichedelici e di musica ambient-alternativa come Revolution 9 e alcune sonorità di contaminazione jazz, blues e musica etnica. In quel periodo i percorsi della musica cosiddetta "alta" e della musica "bassa" si incrociarono e da questi accostamenti nacquero progetti, suite, opere sempre più avveniristici. Il disco ebbe uno strepitoso successo di vendite; tuttavia, nonostante il trionfo, i quattro musicisti si accorsero di non avere più tra loro quella sintonia dei primi tempi.

### La fine (1969-1970)

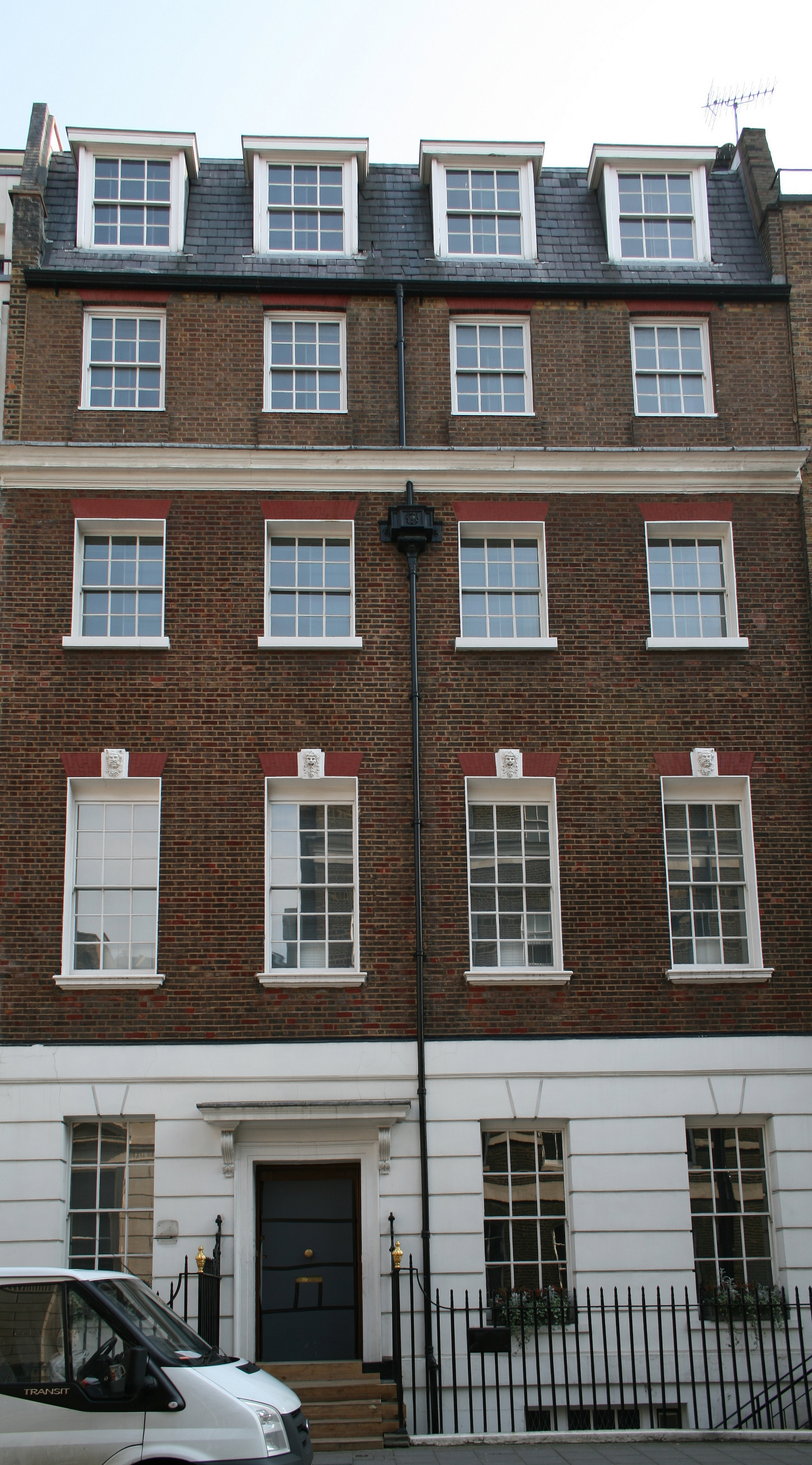
Il numero 3 di Savile Row, sede della Apple Corps

Per questi motivi e per rimediare ai sempre più frequenti contrasti interni (dovuti anche alla presenza ingombrante della nuova compagna di Lennon, Yōko Ono) nacque l'idea di "tornare alle origini" con un disco più spontaneo e meno ricercato, registrato in diretta senza le ricercatezze e le elaborazioni in studio dei loro ultimi lavori. Il progetto, dal nome Get Back, prevedeva anche un film sulla sua realizzazione e il ritorno di un'esibizione dal vivo.
Le riprese delle sedute di registrazione furono affidate al regista Michael Lindsay-Hogg. Venne così immortalato un litigio tra Paul e George a proposito del modo in cui il chitarrista "interpretava" la musica di McCartney: un episodio che ben rifletteva le tensioni latenti nel gruppo.
Le riprese, iniziate negli inospitali studi cinematografici di Twickenham a Londra, poi abbandonati per uno studio casalingo alla Apple Records in Savile Row, sarebbero diventate un film uscito con lo stesso titolo dell'album, Let It Be - Un giorno con i Beatles, destinato a restare nella storia della musica pop. Dopo che furono avanzate molte ipotesi il palcoscenico, l'ultimo stage, divenne la terrazza del loro quartier generale londinese, la Apple, al numero 3 di Savile Row dove, il 30 gennaio 1969, ebbe luogo il famoso concerto sul tetto.
Il pubblico era costituito, oltre che dagli operatori addetti alle riprese cinematografiche del concerto, da una manciata di fortunati curiosi, per lo più impiegati dello stesso stabile, che scalando comignoli e tetti, divennero i fortunati spettatori di un evento entrato nella storia. Tra gli spettatori sul tetto, era presente un giovane ed ancora sconosciuto Alan Parsons. Decine e decine di poliziotti faticavano a tenere a bada ancora una volta la folla di fan che avevano appreso la notizia dell'esibizione. Tuttavia, già dopo le incisioni di gennaio 1969, i Beatles persero entusiasmo per il film Get Back e per l'omonimo disco. Perciò lasciarono i nastri al tecnico del suono Glyn Johns, che fu incaricato di mixare il materiale. Johns si mise al lavoro, preparando in varie sedi e in tempi diversi alcune varianti di acetati che potevano costituire altrettante versioni dell'album; i risultati del lavoro del tecnico non ricevettero però grande attenzione né videro mai la luce, almeno nella discografia ufficiale della formazione.
Con la scusa dei ritardi nella confezione dell'album e nella post produzione della pellicola, Get Back venne più volte rimandato. I problemi erano effettivamente altri: i piccoli rancori personali e i grandi disastri finanziari scaturiti dalla Apple. L'ingresso del manager Allen Klein, destinato a risanare il grave deficit, fu osteggiato dal solo Paul, il quale propose lo studio dell'avvocato Eastman, il padre di Linda. Su quella disputa, importante eppure in altri tempi probabilmente superabile, i quattro ruppero del tutto i rapporti e poco dopo persero anche il controllo sulla Northern Songs che controllava i diritti editoriali di quasi tutto il catalogo dei Beatles.

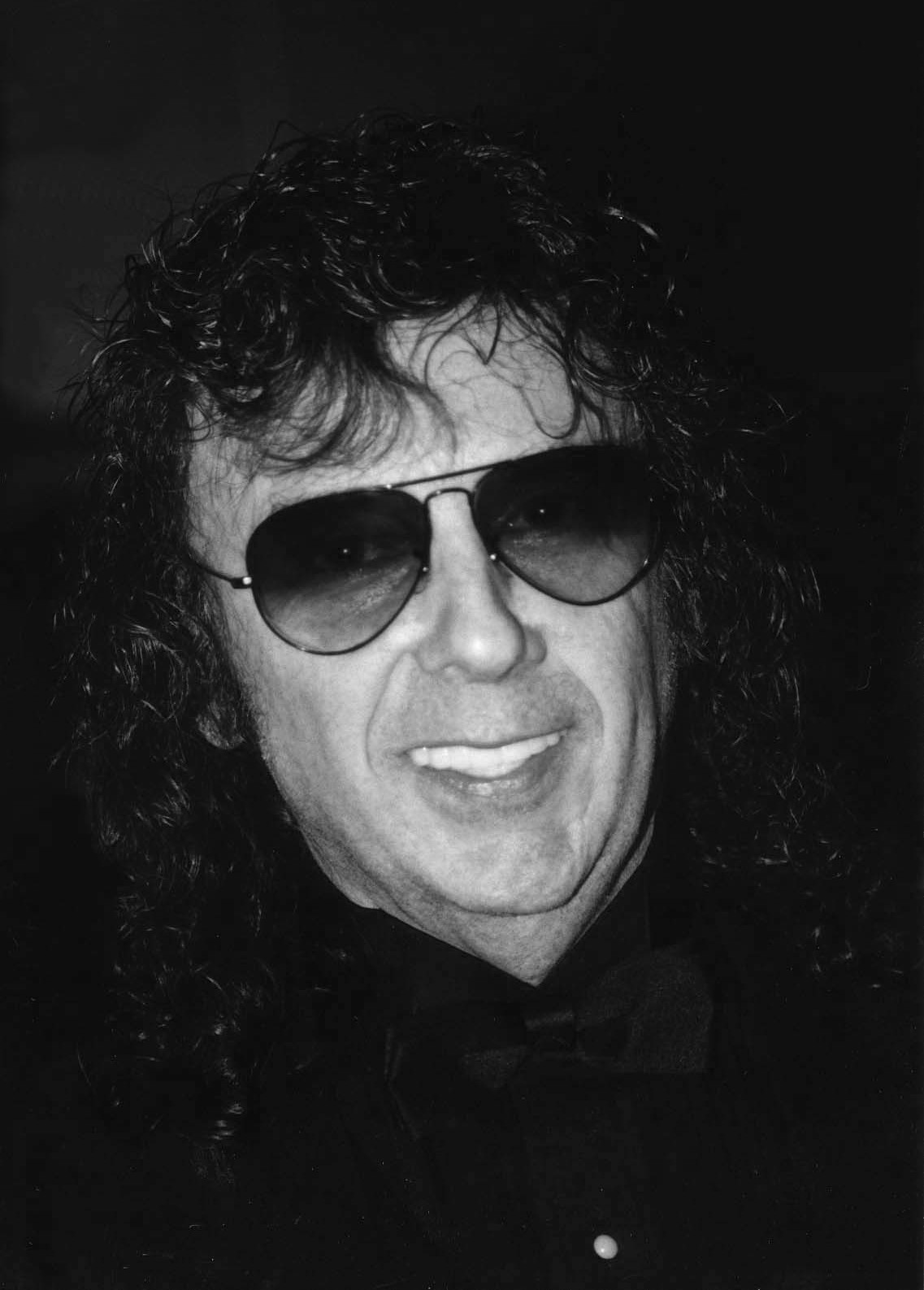
Phil Spector fu chiamato a produrre l'album Let It Be

L'unica che premeva per avere un disco nei negozi entro la fine dell'anno era la EMI, che riuscì a stabilire una tregua temporanea: tra luglio e agosto, negli studi di Abbey Road, richiamato George Martin che li aveva abbandonati dopo il White Album perché stanco dei continui litigi i Beatles scrissero, provarono e registrarono le ultime canzoni della loro storia. Neppure un mese dopo fu pronto Abbey Road, il testamento artistico che conteneva capolavori quali Come Together, Here Comes the Sun e Something. In Abbey Road i Beatles utilizzarono il moog nei brani Because e Maxwell's Silver Hammer. Il disco, l'ultima opera del quartetto di Liverpool, a parere unanime risultò essere un lavoro di eccellente levatura.
Mentre McCartney stava registrando i brani del suo primo album da solista, Lennon aveva da poco esordito in concerto con il suo nuovo gruppo, la Plastic Ono Band. Il 3 gennaio 1970, Paul, George e Ringo effettuarono l'ultima seduta a nome Beatles e registrarono una canzone di Harrison, I Me Mine, ultima aggiunta all'album. Poche settimane dopo, Paul comunicò ai compagni l'intenzione di abbandonare il gruppo. Dopo l'uscita di Abbey Road, Harrison e Lennon, all'insaputa di McCartney, chiamarono l'affermato produttore Phil Spector per affidargli i nastri di Get Back: nastri che Spector in alcuni casi rielaborò appesantendoli con gli effetti del "muro del suono", tecnica di sua ideazione.
Il prodotto che ne derivò è l'album Let It Be, che sarebbe uscito un mese dopo l'intervista con cui McCartney annunciò l'abbandono del gruppo dopo aver ascoltato le modifiche apportate da Spector alla sua The Long and Winding Road: fu l'atto finale. Sarebbero seguite diverse cause legali, ma anche quattro carriere soliste certo non paragonabili tra loro (e difficilmente accostabili a quella del complesso unito) e un'eredità pesantissima. A distanza di più di trent'anni, nel 2003 fu pubblicata la versione originale dell'album senza nessun ritocco e artificio, Let It Be... Naked.

### Dopo la rottura

#### Anni 1970
Raramente i quattro si videro durante gli anni post-rottura, nel 1971 Harrison organizzò il The Concert for Bangladesh, Lennon rifiutò di partecipare poiché non si voleva la presenza della moglie Yōko Ono, McCartney fece la stessa cosa a causa della presenza di Allen Klein tra gli organizzatori, l'unico a partecipare fu Ringo Starr, che per l'occasione si esibì dal vivo con Harrison.
Nel 1974 Lennon e McCartney si riunirono per la prima volta, registrando il bootleg A Toot and a Snore in '74. Il 24 aprile 1976 McCartney si trovava a casa di Lennon a New York, i due stavano guardando il Saturday Night Live quando il conduttore Lorne Michaels offrì al gruppo 3000 dollari se si fossero esibiti insieme nel suo programma. Lo studio era poco distante da casa di Lennon, per cui i due pensarono di esibirsi a sorpresa nel programma, ma desistettero all'ultimo essendo troppo stanchi.

#### Anni 1980
Lennon fu assassinato da Mark David Chapman l'8 dicembre 1980: in onore dell'amico scomparso Harrison scrisse All Those Years Ago, Paul McCartney invece scrisse Here Today, un'altra canzone di Harrison, When We Was Fab, inclusa nell'album Cloud Nine fu scritta in memoria di Lennon e dei tempi della Beatlemania.
Nel 1988 i Beatles furono ammessi nella Rock and Roll Hall of Fame. Alla cerimonia (dove Mick Jagger introdusse il gruppo) parteciparono soltanto Harrison, Starr, Yōko Ono, Sean Lennon e Julian Lennon. Paul McCartney non partecipò poiché all'epoca erano in corso problemi legali tra lui e il resto del gruppo. Harrison e Starr si esibirono suonando I Saw Her Standing There insieme allo stesso Jagger, Bruce Springsteen, Billy Joel, Bob Dylan, Paul Shaffer, Tina Turner, Jeff Beck e altri artisti.

#### Anni 1990
Nel 1994, in occasione del progetto The Beatles Anthology, Paul McCartney chiese alla vedova di Lennon, Yoko Ono di fornire un qualsiasi materiale inedito di Lennon: una demo del 1977 mai pubblicata, Free as a Bird fu scelta come la canzone che poteva coinvolgere i Beatles superstiti, in quanto si prestava ad essere completata con l'aggiunta dell'apporto degli altri tre.
A tal proposito McCartney, Harrison e Starr si riunirono per la prima volta dopo 24 anni in studio di registrazione nella villa di Harrison a Friar Park. The Beatles Anthology fu pubblicato tra il 1995 ed il 2000, comprendeva un documentario, tre doppi CD ed un libro. In esso furono raccolti una serie di interviste e documentari, recuperati da programmi televisivi in onda in Gran Bretagna, Stati Uniti d'America (ITV, ABS) ed anche oltre, un'antologia introspettiva dei Beatles richiamante anche parti narrative della loro storia raccontate sia direttamente, che attraverso battute e scene durante i loro concerti.
Il documentario narra la storia del gruppo dalle origini nella Liverpool degli anni cinquanta ai giorni di Let It Be, con materiale di archivio spesso inedito o raro, e interviste realizzate appositamente per la serie, rese da Paul McCartney, George Harrison e Ringo Starr, nonché interviste di repertorio concesse da John Lennon.
Paul McCartney sarebbe ritornato in Italia con i Wings in concerto a Venezia, piazza San Marco il 25 settembre 1976 e a Sanremo 1988 come ospite d'onore, in veste di solista ormai da molti anni affermatosi.

#### Anni 2000
Il 29 novembre 2001 George Harrison morì di cancro al cervello, diagnosticatogli a luglio dello stesso anno. Esattamente un anno dopo fu organizzato dalla vedova Olivia e dal figlio Dhani il Concert for George, tenutosi alla Royal Albert Hall e al quale parteciparono i due Beatles superstiti Paul McCartney e Ringo Starr, che, insieme ad altre star quali Eric Clapton, Billy Preston, Jeff Lynne, Tom Petty, Jools Holland suonarono For You Blue, While My Guitar Gently Weeps e Something.
Il 4 aprile 2009, a quasi otto anni dall'ultima volta, Paul McCartney e Ringo Starr si esibirono insieme al Radio City Music Hall in occasione dell'evento di beneficenza "Change Begins Within" organizzato da David Lynch. I due beatles suonarono Can't Buy Me Love, With a Little Help from My Friends e I Saw Her Standing There. Nella stessa location, il 7 luglio 2010, in occasione del concerto tenutosi per celebrare il settantesimo compleanno di Starr, McCartney fece una sorpresa all'ex compagno di band, facendo irruzione sul palco ed esibendosi in Birthday, venendo poi raggiunto da Starr alla batteria tra il delirio della folla.

#### Anni 2010
Il 26 gennaio 2014 McCartney e Starr tornarono sul palco insieme allo Staples Center, suonando la nuova canzone di McCartney Queenie Eye ai Grammy Awards. Il giorno dopo parteciparono al The Night That Changed America: A Grammy Salute to The Beatles, tenutosi al Los Angeles Convention Center, dove suonarono insieme With a Little Help from My Friends e Hey Jude, per l'occasione furono anche presenti Dhani, Olivia Harrison, Yōko Ono e Sean Lennon oltre che numerosi artisti di fama internazionale come Katy Perry, Ed Sheeran, Keith Urban, John Mayer, Dave Grohl, Joe Walsh, Stevie Wonder, Jeff Lynne, gli Eurythmics, John Legend e i Maroon 5.
Il 18 aprile 2015 Starr fu inserito nella Rock and Roll Hall of Fame da McCartney e i due si esibirono suonando I Wanna Be Your Man e With a Little Help from My Friends.
Nel 2016 in occasione del film-documentario The Beatles: Eight Days a Week - The Touring Years McCartney e Starr rilasciarono diverse interviste e il 15 settembre 2016 sfilarono sul blue carpet a Leicester Square in occasione della prima del film.
Nel marzo 2017 McCartney collaborò al nuovo album di Starr Give More Love suonando il basso e contribuendo ai cori in alcune tracce.

#### Anni 2020
Il 2 novembre 2023 è stato pubblicato il singolo inedito Now and Then. Questo brano fu scritto e registrato nel 1978 da John Lennon, che però decise di abbandonare il progetto lasciando la canzone incompiuta. Nel 1994, Yōko Ono ritrovò la registrazione su nastro del brano e decise di darla a Paul McCartney in vista dell'uscita delle loro compilation su DVD The Beatles Anthology. Il nastro era vecchio e rovinato, era persino difficile comprendere alcune parole, però decisero comunque di restaurare la canzone. A giugno 2023 Paul McCartney annunciò che i Beatles stavano per far uscire la loro ultima canzone grazie alle nuove tecnologie che rendono possibile la separazione delle tracce e la pulizia del suono. Sono stati aggiunti al piano e alla voce di John Lennon anche il basso e la voce di Paul McCartney, la chitarra solista e acustica di George Harrison e la batteria e la voce di Ringo Starr. Il brano raggiunge la prima posizione nelle classifiche di Austria, Germania e Regno Unito.
Il brano è stato premiato con il Grammy Award alla miglior interpretazione rock in occasione dell'edizione del 2025.

## Stile musicale

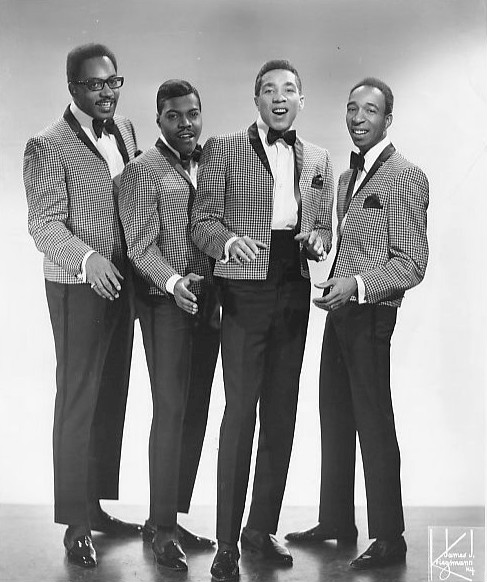
Smokey Robinson e I Miracles, portabandiera del sound Motown

Nel corso del decennio che li vide protagonisti, i Beatles andarono incontro a profonde evoluzioni che li portarono a indirizzarsi verso stili diversi. Partiti originariamente dallo skiffle come Quarrymen, si formarono alla scuola del rock and roll prendendo a modello i loro idoli d'oltreoceano fra i quali Chuck Berry, Buddy Holly, Elvis Presley e Little Richard – dai quali oltre ai linguaggi musicali assorbirono moduli interpretativi – e del pop degli Everly Brothers. Nella loro prima produzione discografica e nell'esordio in spettacoli dal vivo mitigarono la durezza del loro stile facendo ricorso a sonorità orecchiabili, orientandosi in questo modo verso un rock and roll mescolato con elementi pop anche per conquistare generazioni mature rifacendosi spesso, attraverso composizioni originali oppure cover, allo stile e alle sonorità Motown, con riguardo fra gli altri ad artisti quali Smokey Robinson e il gruppo femminile delle Shirelles. La formazione di Liverpool, oltre a raggiungere un'enorme popolarità in patria, conseguì un trionfo nel continente nordamericano fungendo così da apripista al successo di altre formazioni britanniche, un fenomeno musicale che per natura e proporzioni d'impatto sarebbe stato denominato British invasion.
Con la maturazione, i Beatles affinarono le tecniche compositive; attraverso l'aiuto del produttore George Martin in alcuni casi ricorsero anche ad arrangiamenti che vedevano l'utilizzo di quartetti d'archi, corni, trombe, flicorni, clavicembali, in uno stile che, per l'impiego di strumenti musicali classici e di modelli stilistici del Settecento europeo, è stato definito baroque pop. Più avanti, spinti dalla continua ricerca sperimentale, virarono verso il rock psichedelico, in particolare con gli album Revolver e ancor più Sgt. Pepper's Lonely Hearts Club Band. Non mancano nel loro variegato repertorio brani sperimentali, come Tomorrow Never Knows A Day in the Life e soprattutto Revolution 9; quest'ultima è contenuta nel loro disco eponimo in cui si fanno largo anche esempi di hard rock – Helter Skelter è persino additata come l'antesignana dell'heavy metal. Nella parte finale della loro carriera, specialmente il periodo che comprende la registrazione dell'album Let It Be si rifaranno a sonorità in parte segnate da un ritorno alla semplicità rock and roll delle origini.
I Beatles rivoluzionarono anche le tecniche di studio, con l'uso di registrazioni multitraccia ed altre innovazioni, richiedendo allo staff di Abbey Road continui slanci a carattere tecnico.

## Fra realtà e mito
Le molte e a volte controverse informazioni sul gruppo o sui singoli componenti hanno spesso generato leggende e falsi miti tra coloro che nel corso degli anni ne hanno seguito vita e carriera.

### Genesi del nome

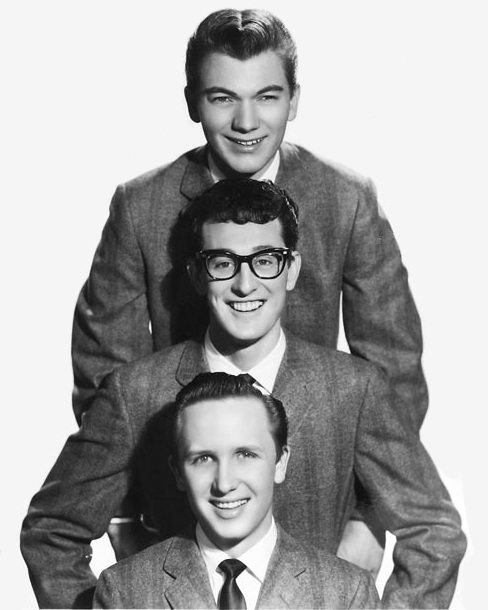
Buddy Holly & The Crickets

Informazioni discordanti e leggende si intrecciano a proposito della creazione della parola macedonia "Beatles", scelta come nome definitivo del gruppo nell'agosto del 1960.
È un fatto che "Beatles" fu il punto di arrivo di un percorso che portò il gruppo di Lennon, a cui si unirono in seguito McCartney e Harrison, a chiamarsi, anche per periodi molto brevi, con i seguenti nomi: "Black Jacks", "Quarrymen", "Johnny and the Moondogs", "Beatals", "Long John and the Silver Beetles", "Silver Beats", "Silver Beatles".
"Beetles" (coleotteri, scarabei) secondo il giornalista Bill Harry fu suggerito da Stuart Sutcliffe come un riferimento al gruppo di Buddy Holly "The Crickets" ("I grilli"). In una ricostruzione più tarda, Derek Taylor, press agent dei Beatles, sostenne invece che l'idea era venuta a Sutcliffe dopo aver visto il film The Wild One, nel quale Marlon Brando ha a che fare con una gang di motociclisti chiamati "Beetles"; questa versione è però contestata da Bill Harry, in quanto il film fu bandito in Gran Bretagna fino alla fine degli anni sessanta. Sutcliffe suggerì questo nome e Lennon, con uno dei suoi tipici giochi di parole, lo trasformò in "Beatles" per richiamare "beat" (battito, ritmo, termine che dava il nome alla musica in voga a quell'epoca). In questo susseguirsi di alterazioni si inserisce il ricordo del poeta beat Royston Ellis, che avrebbe dato a Lennon e McCartney l'idea di trasformare "Beetles" in "Beatals", partendo dalle parole "beat alls" e quello di Cynthia Powell, secondo la quale il marito John giocava con il nome invertendone le sillabe così da ottenere «les beat», dal seducente suono francese.
La frequente associazione in italiano fra il nome dei Beatles e gli scarafaggi è in realtà un errore di traduzione: il nome comune inglese dello scarafaggio è infatti cockroach, mentre con beetles si indicano genericamente i coleotteri, come i maggiolini o gli scarabei.
Infine la "leggenda": Lennon dichiarò a più riprese di avere avuto a dodici anni la visione di un uomo su una torta fiammeggiante ("flaming pie") che disse: «Voi sarete Beatles, con una 'A'» rivendicando così la paternità del nome. A ricordo di questo, Flaming Pie nel 1997 divenne il titolo di un album di Paul McCartney.

### La presunta morte di Paul
La leggenda più nota, forse la prima leggenda metropolitana del rock, fu quella della morte di Paul McCartney (Paul Is Dead, PID). Nel 1969 fu fatta circolare una voce secondo la quale il bassista sarebbe deceduto tre anni prima in un incidente stradale e sarebbe stato sostituito da un sosia. La leggenda fu poi smentita, ma in qualche modo continuò a suscitare dubbi e interrogativi. Il sosia che avrebbe preso il posto del musicista si chiamerebbe William Campbell, un ex poliziotto che si sarebbe sottoposto a delicati interventi di chirurgia estetica per assomigliare al Beatle. Questo, secondo i seguaci della teoria, spiegherebbe la decisione da parte dei Beatles di non suonare più dal vivo.
Gli indizi della presunta morte di McCartney nella produzione discografica dei Beatles sono molti e riguardano i testi, i suoni e i prodotti grafici. Alcune frasi di Glass Onion, Don't Pass Me By e Revolution 9, se opportunamente decifrate, forniscono segnali a favore dei sostenitori della leggenda, specie in Revolution 9 con lo schianto di un incidente automobilistico nel collage sonoro e una frase enigmatica se si ascolta il pezzo al contrario. Al termine di I'm So Tired, Lennon farfuglia qualcosa che viene interpretato come "Paul is dead, miss him, miss him".
Le indicazioni più evidenti sarebbero soprattutto da rinvenire nelle copertine: fra di esse, quella di Sgt. Pepper's Lonely Hearts Club Band con Paul unico a tenere fra le mani uno strumento nero e una misteriosa mano aperta sul suo capo; e soprattutto la copertina di Abbey Road, che mostra i quattro che attraversano la strada come in una processione funebre nella quale John vestito di bianco sarebbe l'officiante, Ringo in nero rappresenterebbe l'agente delle pompe funebri e George sarebbe vestito da becchino; tutti al passo con lo stesso piede tranne Paul, che fra di loro è il solo scalzo con una sigaretta nella mano destra (Paul è mancino) mentre l'automobile sulla sinistra è targata con la sigla "LMW 28 IF", interpretabile come "28 SE", cioè se Paul fosse ancora vivo, avrebbe 28 anni.
Questi indizi (e altri ancora) possono essere facilmente contestati considerandoli il frutto di interpretazioni soggettive, spesso derivanti dall'autosuggestione, in taluni casi completamente inverosimili o irragionevoli (anche un mancino può tenere la sigaretta fra le dita della mano destra) e in altri delle forzature della realtà (nel 1969 McCartney avrebbe avuto 27 anni, non 28). Questo però non ha fatto desistere i seguaci della leggenda della morte di Paul. Un'ultima fonte di incertezza arriva dall'Italia; le analisi sul cranio del bassista effettuate da due esperti, inizialmente tese alla definitiva smentita della leggenda, hanno infatti confermato divergenze tra curva mandibolare, padiglioni auricolari, denti e palato nelle foto prima e dopo il 1966, creando sconcerto.

### Lo spinello di Buckingham Palace

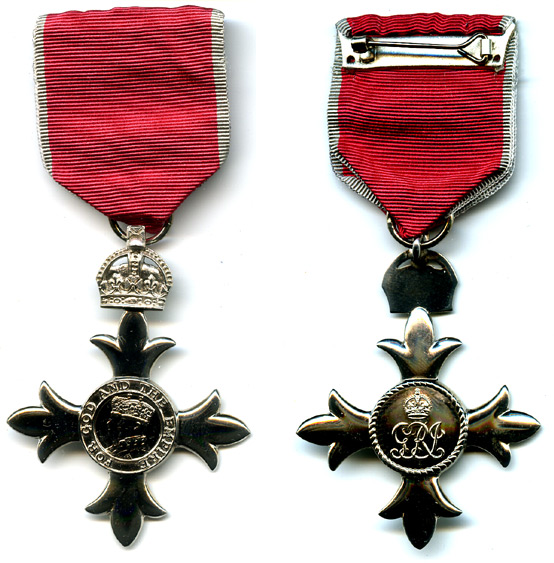
L'onorificenza dell'MBE, fronte e retro

Il 26 ottobre 1965 i Beatles arrivarono a Buckingham Palace per ricevere la medaglia dell'Ordine dell'Impero Britannico in un'atmosfera di grande eccitazione e con migliaia di ammiratori urlanti che assediavano il Palazzo Reale. La leggenda vuole che i quattro abbiano fumato uno spinello nei bagni della residenza reale per calmare il nervosismo causato dall'ufficialità della cerimonia e questo coincide con l'ammissione che John Lennon fece in seguito. Successivamente George Harrison smentì Lennon, dichiarando che si era trattato di semplici sigarette. Anche in tale circostanza le versioni sono discordanti e, in questo caso, provengono da due strettissimi collaboratori del quartetto: Tony Barrow, presente alla conferenza stampa tenuta al Saville Theatre immediatamente dopo il conferimento dell'onorificenza, tende infatti ad escludere l'assunzione di cannabis, non avendo rilevato nei quattro segni o comportamenti anomali; viceversa Alistair Taylor, che ricevette la confessione di John, afferma che durante la cerimonia al cospetto della regina Elisabetta i Beatles non riuscivano a trattenere la ridarella indotta dall'erba. L'alone di mistero si infittì quando un funzionario di Buckingham Palace dichiarò ambiguamente: «Ovviamente, quando qualcuno si trova a palazzo per un'investitura, i servizi igienici sono a sua disposizione». Taylor aggiunge che Lennon – secondo le sue stesse ammissioni – portò a Palazzo con sé due pastiglie di LSD con il proposito di farle scivolare nel tè della regina, progetto poi non portato a termine.
Le dichiarazioni di Lennon seguirono le posizioni pubbliche che i Beatles assunsero nel 1967 contro le leggi che criminalizzavano il consumo della cannabis nel Regno Unito, in particolare in residenze private.

## Influenza culturale

### Eredità artistica

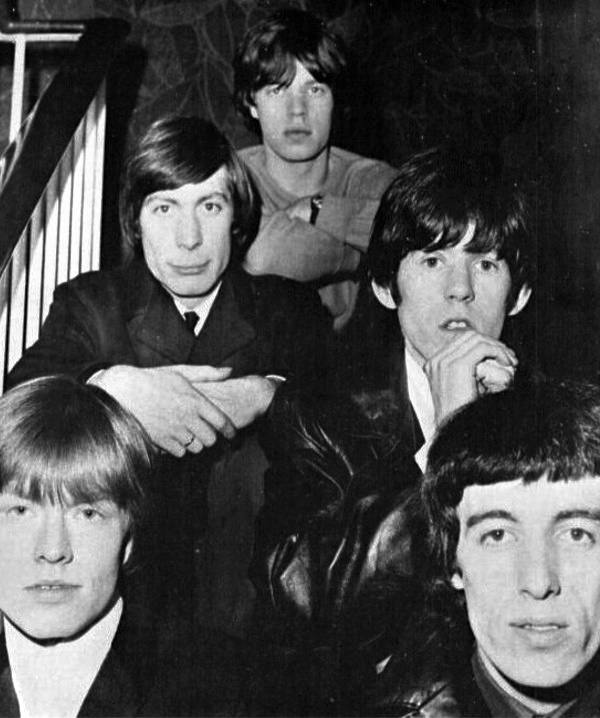
I Rolling Stones, amici/rivali londinesi dei Beatles (1965)

Il nome stesso del gruppo evoca l'humus musicale in cui erano cresciuti: la musica beat (o Merseybeat, dal nome del fiume Mersey che attraversa la loro città natale) un nome collettivo che richiamava impropriamente la corrente letteraria statunitense detta Beat Generation, ma in realtà si riferiva al battito come unità del ritmo.
Fin dall'inizio, le canzoni dei Beatles non si limitarono ad attingere al rock and roll e al blues, ma accolsero diverse influenze musicali, dallo skiffle allo stile Motown. A questa varietà di stimoli si aggiunsero via via la competizione con i rivali britannici dei Rolling Stones, il rapporto con Bob Dylan, il confronto a distanza (e i reciproci influssi) con i Monkees, i Byrds e soprattutto i Beach Boys; e ancora, la fascinazione per l'India, l'interesse per le avanguardie musicali e l'attenzione per i movimenti nascenti, ma ancora sotterranei o poco noti; Paul McCartney e George Harrison, rispettivamente nell'aprile e nell'agosto del 1967, visitarono San Francisco, richiamati dalla scena musicale, ma attirati anche dall'ambiente controculturale di Haight Ashbury.
Fondamentale fu anche l'apporto nel campo delle innovazioni tecnologiche, che essi utilizzarono ed esplorarono con curiosità per la registrazione e la manipolazione del suono. Durante gli anni trascorsi dal gruppo negli studi di Abbey Road, proprio per concretizzare le loro idee musicali furono elaborate soluzioni sonore, apparecchiature e tecniche dopo decenni ancora in uso nonostante il fatto che l'evoluzione tecnica, partita dai registratori a nastro a due piste dai semplici oscillatori audio e dai microfoni Neumann a valvole, avesse nel frattempo portato all'uso dei computer e delle tecnologie digitali. Dopo quasi quindici anni dalle produzioni più innovative dei Beatles, il tecnico Jerry Boys dichiarò nel 1980 che certi suoni presenti in quelle composizioni «sono ancora impossibili da creare, persino con le moderne attrezzature computerizzate a quarantotto piste».

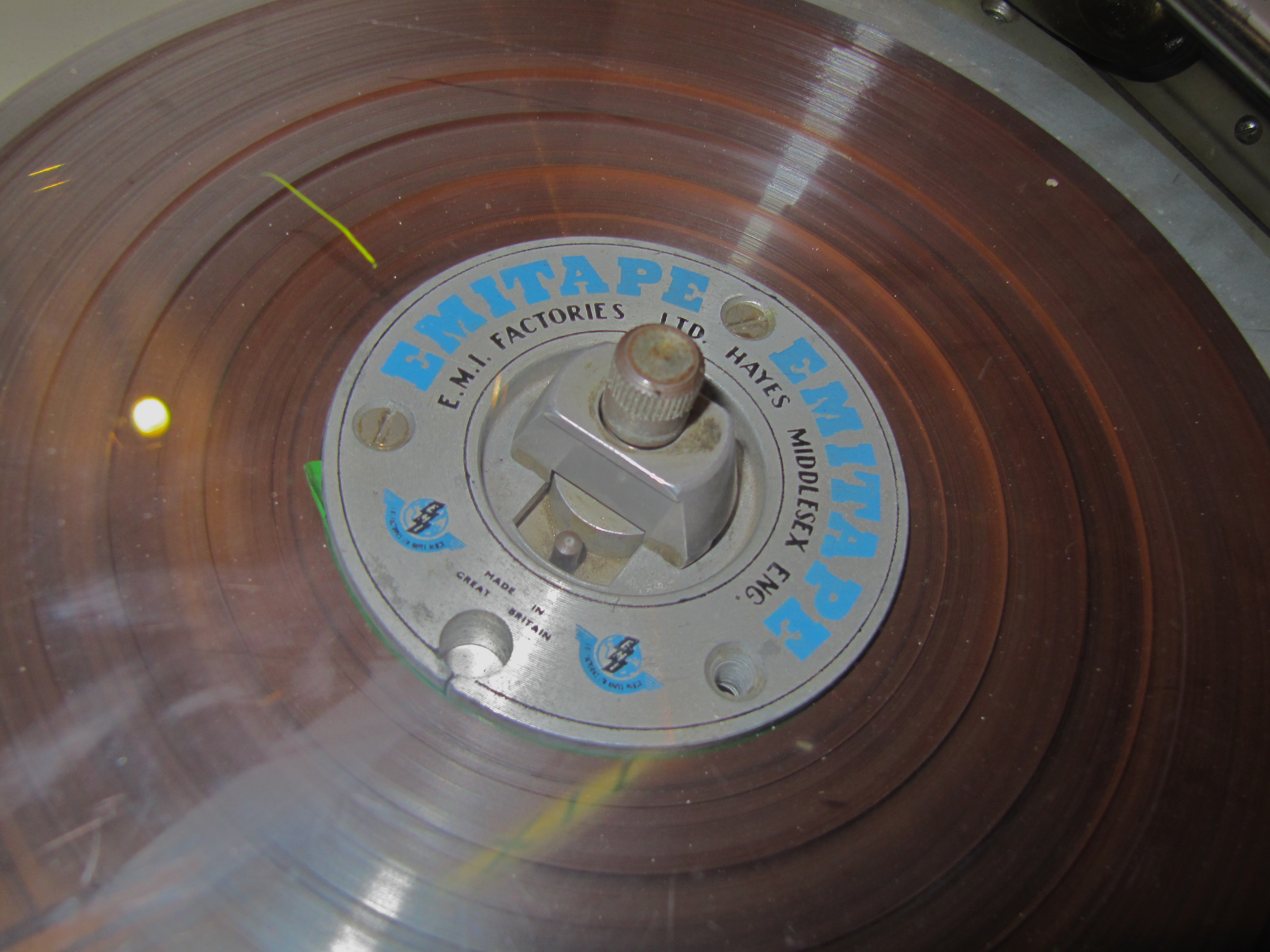
Nastro magnetico usato ad Abbey Road

Per il suono psichedelico di alcuni brani dei Beatles (in particolare nel caso di Tomorrow Never Knows) si fece ricorso in fase di missaggio ai tape-loops. I quattro musicisti si erano dotati di registratori a nastro con i quali conducevano individualmente esperimenti sonori nelle circostanze più varie. Paul McCartney, che dei quattro si mostrava quello maggiormente attratto da queste ricerche, aveva scoperto che rimuovendo la testina di cancellazione del registratore e incidendo ripetutamente il medesimo nastro, questo si saturava producendo suoni distorti; i nastri in tal modo ottenuti venivano cuciti e fatti poi passare attraverso i registratori di Abbey Road in senso normale, al contrario e a velocità variabili, così da selezionare i più idonei. Questa tecnica, apparentemente casuale ed effimera, avrebbe invece aperto le porte alla musica dei decenni successivi impostata sulla ripetizione ciclica di frasi musicali.
Un'altra innovazione fu in alcuni brani l'uso di strumentazioni indiane. George Harrison aveva scoperto il sitar durante la lavorazione del film Help! e l'aveva sperimentato per la prima volta sul brano Norwegian Wood (This Bird Has Flown) di Rubber Soul. Già su Revolver apparve il primo brano di musica indiana, Love You To, al quale seguirono Within You Without You su Sgt. Pepper's Lonely Hearts Club Band e The Inner Light lato B del singolo Lady Madonna nei quali Harrison al sitar era affiancato, per gli altri strumenti indiani – tabla, dilruba, swordmandel – da musicisti asiatici residenti a Londra. Oltre ai tre brani indicati, di marcato sapore indianeggiante, il sitar appare anche in Tomorrow Never Knows e in Across the Universe.
L'eredità artistica si affida anche alle copertine dei loro album, soprattutto Sgt Pepper’s Lonely Hearts Club Band e Abbey Road. Quella di Sgt. Pepper – ripresa fra gli altri artisti da Frank Zappa in We're Only in It for the Money – fu la prima copertina della storia del rock che si apriva a libro e che conteneva i testi di tutte le canzoni presenti nel disco. La copertina di Abbey Road è quella più parodiata da decine di gruppi musicali, fra i quali i Red Hot Chili Peppers.
Con le loro doti creative e compositive i Beatles erano riusciti a coniugare dei prodotti fruiti da un'ampia massa di consumatori delle età più varie – e perciò tendenzialmente di facile ascolto – con alcune opere sorprendentemente complesse e ricche di soluzioni originali. Secondo il giudizio di George Martin, Lennon e McCartney «sono stati i Cole Porter e George Gershwin della loro generazione» opinione confortata dal grande numero di cover dei loro brani che si sono susseguite negli anni, a conferma della validità del loro canzoniere e della loro influenza su gruppi delle generazioni musicali successive come i Queen e gli Oasis.

### Eredità culturale

Francobollo dedicato allo "Yellow Submarine"

Le immagini che più simboleggiano l'impatto dei Beatles nella società del loro tempo sono le foto o i filmati di isteria collettiva che accompagnava i loro concerti e i loro trasferimenti nei logoranti tour da un continente all'altro; queste scene testimoniano il fatto che il gruppo fu immediatamente un fenomeno musicale, commerciale e di costume di vastissima eco. Si diffusero gli stivaletti in pelle neri, gli abiti scuri abbottonati in alto e le zazzere a caschetto, nate al tempo dei loro concerti di esordio nei club dell'angiporto di Amburgo all'inizio degli anni sessanta.
Al di là della Beatlemania, i Beatles ebbero negli anni un influsso non solo strettamente musicale, ma anche culturale, letterario, sociologico e mediatico. Oltre a innovare profondamente il panorama musicale degli anni sessanta, contribuirono all'evoluzione e all'affermazione di mode, costumi e stili di vita. Ad essi è associata la fioritura della Swinging London uscita dal buio del dopoguerra, con le minigonne a quadretti in bianco e nero inventate da Mary Quant, indossate da Twiggy ed esposte nei mercatini di Carnaby Street. Alla crescente popolarità del gruppo di Liverpool corrispose un vertiginoso aumento delle tirature delle riviste inglesi che si occupavano di musica.
L'immagine dei Beatles si affermò oltre i confini della Gran Bretagna e fu contigua anche a manifestazioni culturali internazionali come la psichedelia, il flower power e la cultura hippy; le copertine dei loro album diventarono esse stesse una forma d'arte e in più casi oggetto di imitazione proprio mentre oltreoceano fioriva la pop art di Andy Warhol. In un rapporto dialettico, i Beatles influenzarono e al tempo stesso incarnarono la gioventù occidentale nella sua presa di coscienza, intesa in vari sensi: estetica (i capelli lunghi, gli abiti) artistica (le contaminazioni musicali con la musica indiana e la musica d'avanguardia) politica (il pacifismo, l'opposizione alla guerra del Vietnam) sociale (la sensibilità verso i temi dei diritti dei neri, dell'emancipazione femminile e dei diritti civili) culturale in senso ampio (il misticismo orientale, la filosofia indiana, l'uso delle droghe e le prese di posizione a favore della loro depenalizzazione gli espliciti riferimenti al sesso) e queste influenze andarono nel tempo ben oltre lo scioglimento del complesso.
Con l'autorevolezza che gli deriva dalla sua esperienza e competenza, il compositore statunitense Aaron Copland evidenzia l'ampio spettro dell'influenza culturale del gruppo quando individua nel fattore Beatles la chiave di comprensione del decennio che li vide diretti protagonisti:
(Aaron Copland)
A riprova dello spessore del loro lascito culturale, molte volte i Beatles, assieme o singolarmente, sono stati richiamati in opere musicali, cinematografiche, televisive e perfino ludiche ed è letteralmente impossibile citare ogni riferimento ai quattro musicisti. Quelli che seguono sono solamente alcuni esempi.
- I King Crimson, nel loro album Lizard del 1970, misero in musica gli ultimi difficili momenti della carriera del gruppo di Liverpool. La terza traccia, dal titolo Happy Family, tratteggia le personalità dei quattro Beatles attraverso taglienti allusioni, alcune evidenti, altre oscure e criptiche. Nelle liriche di Happy Family compaiono nell'ordine "brother Judas" (dietro cui si cela Paul McCartney) "uncle Rufus" (Ringo Starr) "cousin Silas" (George Harrison) e "nasty Jonah" (John Lennon). Il riferimento al gruppo è ancora più evidente se si osserva la copertina dell'album: essa è formata da quadri collegati alle diverse tracce e in quello in alto a destra sono riconoscibili i bozzetti dei quattro musicisti.
- Il musical Across the Universe, con colonna sonora basata sulle loro canzoni, contiene numerosissimi riferimenti ai Beatles.
- Una caricatura del gruppo sotto forma di avvoltoi appare nel film d'animazione Disney Il libro della giungla.
- Nella serie televisiva de I Simpson compaiono, in forma di cartone animato.
  - Ringo Starr nell'episodio Spennellando alla grande (2ª stagione).
  - George Harrison nell'episodio Il quartetto vocale di Homer (5ª stagione) che è un chiaro riferimento alla storia dei Beatles.
  - Paul McCartney nell'episodio Lisa la Vegetariana (7ª stagione).
  - John Lennon nell'episodio La paura fa novanta XIX e nella seconda storia di Halloween Come fare carriera nella pubblici-morte si vede Lennon in paradiso che cavalca il "sottomarino giallo" (20ª stagione).
  - Tutti e quattro a bordo dello "Yellow Submarine" quando Lisa viene anestetizzata nell'episodio Occhio per occhio, dente per dente (4ª stagione) riferendosi a canzoni quali Lucy in the Sky with Diamonds e Help!.
- Nella serie televisiva de I Griffin, nell'episodio speciale Something, Something, Something, Dark Side, compaiono i Beatles, sempre in forma di cartone animato, ma con lo stesso stile in cui sono disegnati nel film Yellow Submarine; la scena è anche un chiaro riferimento alla canzone Strawberry Fields Forever.
- Una parodia dei Beatles è comparsa in un episodio della serie a cartoni animati Mignolo e Prof. All You Need Is Nacchio, prodotto dalla Warner Bros. dove il quartetto porta qui il nome "Feebles"; nel cartone animato, il topo Mignolo prende il posto del guru Maharishi con il nome di "Topo-Arishi"; mentre dispensa consigli strampalati e canta insieme ai Feebles, il Prof. provoca quello che sarebbe il primo incontro tra "Jim Lemon" e "Yoyo Nono". Nell'episodio si citano le canzoni I Am the Walrus, Magical Mystery Tour, All You Need Is Love, Yellow Submarine, She Loves You, Give Peace a Chance.
- Il film Backbeat del 1994 ritrae l'attività del gruppo nel periodo di Amburgo concentrandosi sul primo bassista dei Beatles che lasciò la band proprio alla fine di quel periodo.
- Nel 2009, la casa videoludica statunitense EA ha pubblicato il videogioco The Beatles: Rock Band dove è possibile ripercorrere le tappe più significative della carriera della band inglese suonando contemporaneamente chitarra, basso e batteria, oltre a cantare le loro canzoni.
- Il film Nowhere Boy del 2009 tratteggia l'adolescenza di John Lennon dal 1955 al 1960, la sua vita a «Mendips» i suoi rapporti tormentati con la zia Mimi e la madre Julia e la nascita e lo sviluppo dei Quarrymen.

## Formazione e collaboratori
Storica
- John Lennon – voce e cori, chitarra ritmica e acustica, armonica, pianoforte, organo, pianoforte elettrico; talvolta chitarra solista e basso (1960-1969)
- Paul McCartney – voce e cori, basso, chitarra ritmica e acustica, pianoforte, pianoforte elettrico e organo; talvolta chitarra solista e batteria (1960-1970)
- George Harrison – voce e cori, chitarra solista, ritmica, acustica e slide; talvolta basso, sitar, tastiera, sintetizzatore e percussioni (1960-1970)
- Ringo Starr – batteria e percussioni; talvolta voce solista, cori e tastiera (1962-1970)

Ex componenti
- Pete Best – batteria e percussioni, voce (1960-1962)
- Stuart Sutcliffe – basso, voce (1960-1961)
- Chas Newby - basso (1960)

Turnisti
- Jimmy Nicol – batteria e percussioni (1964)
- Billy Preston – organo (1969)
- Lord Woodbine - tastiera (1962)

Management
- Brian Epstein – manager
- George Martin – produttore discografico
- Neil Stanley Aspinall – autista, assistente personale e roadie
- Malcolm "Mal" Evans – autista, guardia del corpo e roadie
- Alistair Taylor – tuttofare soprannominato "Mr Fixit", poi general manager della Apple Corps
- Derek Taylor – addetto all'ufficio stampa

Personale tecnico
- Geoff Emerick – ingegnere del suono
- Magic Alex - ingegnere del suono
- Ken Townsend - ingegnere del suono
- Glyn Johns - ingegnere del suono

## Il quinto Beatle

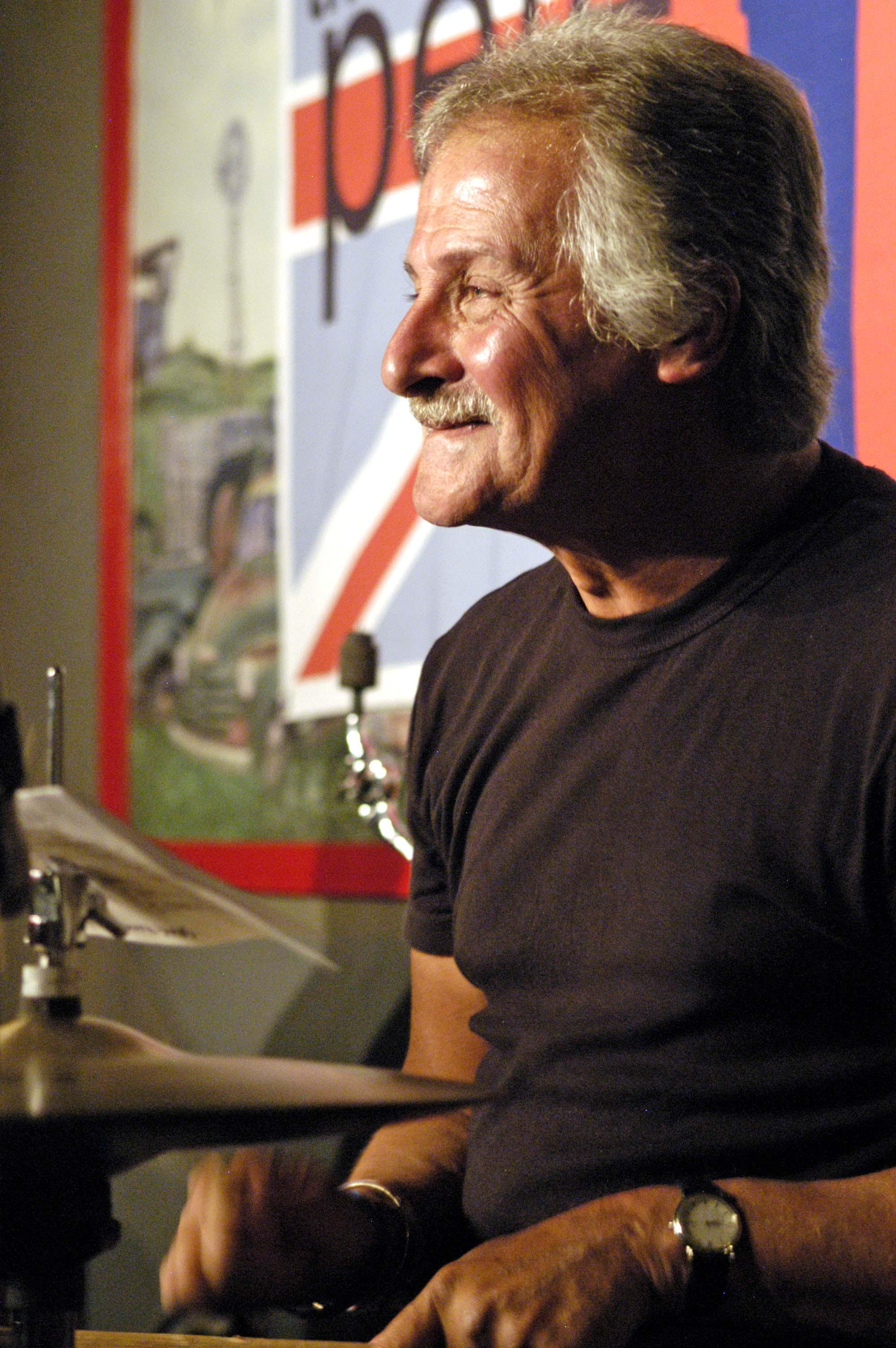
Pete Best nel 2006

Diverse personalità hanno affiancato i Beatles sia prima del successo sia durante la loro attività. La stampa e i fan si sono incaricati di creare la figura del "quinto Beatle" come personaggio a cui accreditare una parte di rilievo nel percorso artistico e personale del gruppo: un appellativo di volta in volta attribuito a diverse figure che ruotarono intorno alla storia del gruppo, ciascuna di esse con la propria fisionomia, funzione e importanza. Le principali sono ritenute:
- Pete Best. Batterista, sostituito dopo il primo provino che ebbe luogo il 6 giugno 1962 agli studi di Abbey Road di Londra, il produttore George Martin si disse insoddisfatto delle sue capacità e ne pretese la sostituzione;[286] lo sgradevole compito di informare il batterista del suo licenziamento toccò a Brian Epstein.[287] Il suo posto fu preso da Ringo Starr. Nel 1995, dopo la pubblicazione da parte dei Beatles superstiti di alcuni brani inediti che lo vedevano alla batteria, pare che Best sia stato gratificato di un assegno dell'ordine del milione di sterline, risarcimento postumo per il licenziamento imprevisto di più di trent'anni prima.[288]
- Stuart "Stu" Sutcliffe. Considerato a lungo il "quinto Beatle" Stu Sutcliffe conobbe il coetaneo John Lennon alla scuola d'arte di Liverpool. Bassista della band, quando i Beatles nel 1961 tornarono in Inghilterra rimase ad Amburgo per continuare i suoi studi artistici e soprattutto per amore della fotografa e stilista tedesca Astrid Kirchherr. Nel 1962 morì a causa di un aneurisma cerebrale. Divenne con il tempo uno fra i migliori amici di John, tant'è che questi, in sua memoria, volle inserire il suo volto sulla copertina dell'album Sgt Pepper.[289]

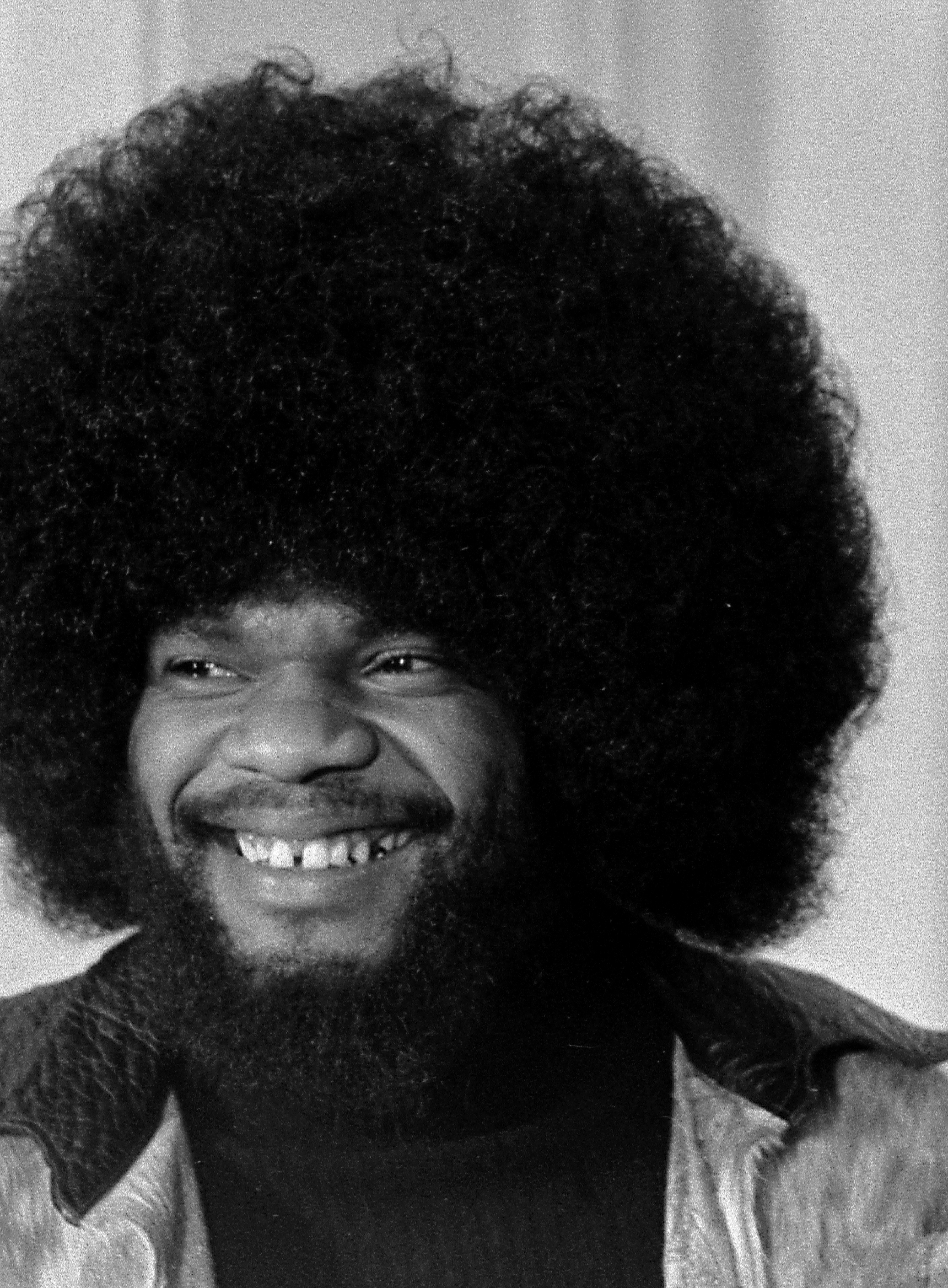
Billy Preston nel 1974

- Brian Epstein. Titolare di un negozio di dischi a Liverpool, fu lo "scopritore" del complesso di cui diventò manager alla fine del 1961. Visse nel tormento di non essere pienamente accettato nel mondo musicale e nella sfera dei discografici a causa della sua omosessualità, per la quale erano a quel tempo previsti l'arresto e il carcere, o la reclusione in una clinica psichiatrica.[290] Curò gli interessi del gruppo, talvolta in modo avventato e inesperto, fino alla morte, avvenuta per overdose di medicinali nel 1967.
- George Martin. Probabilmente il vero "Quinto Beatles" fu il produttore di tutti gli album del gruppo escluso Let It Be. Di formazione classica, è considerato da molti la persona che fu capace di tradurre le idee dei quattro – incapaci di leggere e scrivere la musica[291] – negli arrangiamenti e nell'innovativa tecnica del suono, ed è perciò in parte responsabile del loro successo.
- Billy Preston. Musicista di matrice jazz-blues, nell'aprile del 1962 era il tastierista quindicenne del gruppo di Little Richard, ed ebbe modo di familiarizzare con i Beatles allo Star-Club di Amburgo dove si esibivano entrambe le formazioni.[292] Alla fine degli anni sessanta suonò con i Beatles, in particolare nell'album Let It Be nei brani Let It Be, I Me Mine, Get back, I've Got a Feeling, Dig a Pony e The One After 909[293] partecipando anche al film documentario dell'ultimo concerto dei Beatles. Preston collaborò inoltre, seppur con un ruolo abbastanza limitato, anche all'album Abbey Road in particolare in I Want You (She's So Heavy) e Something[294]. È stato il secondo e ultimo musicista con il quale i Beatles abbiano condiviso il nome sull'etichetta di un disco, l'altro fu Tony Sheridan con il quale pubblicarono il singolo My Bonnie nel 1962: il singolo Get Back (1969) figura eseguito da «I Beatles con Billy Preston».

## Discografia

### Album in studio
- 1963 – Please Please Me
- 1963 – With the Beatles
- 1964 – A Hard Day's Night
- 1964 – Beatles for Sale
- 1965 – Help!
- 1965 – Rubber Soul
- 1966 – Revolver
- 1967 – Sgt. Pepper's Lonely Hearts Club Band
- 1967 – Magical Mystery Tour (doppio extended play a 45 giri) (colonna sonora)
- 1968 – The Beatles (detto White Album)
- 1969 – Yellow Submarine (colonna sonora)
- 1969 – Abbey Road
- 1970 – Let It Be

### Album dal vivo
- 1977 – Live! at the Star-Club in Hamburg, Germany; 1962
- 1977 – The Beatles at the Hollywood Bowl
- 1994 – Live at the BBC
- 2013 – On Air - Live at the BBC Volume 2

## Tour ufficiali
- Beat Ballad Show Tour (1960)
- Beatles English Tour (1962-1963)
- The Beatles' Winter 1963 Helen Shapiro Tour (1963)
- Tommy Roe / Chris Montez Tour (1963)
- Roy Orbison/Beatles Tour (1963)
- Tournée dei Beatles in UK nel 1964 (1964)
- The Beatles' 1964 World Tour (1964)
- Tournée dei Beatles in America nel 1964 (1964)
- Tournée dei Beatles in America nel 1964 2 (1964)
- Beatles European Tour (1965)
- Tournée dei Beatles in America 1965 (1965)
- Rubber Soul Tour (1965)
- Beatles British Tour (1965)
- Tour di Germania, Giappone e Filippine (1966)
- Tournée dei Beatles in America 1966 (1966)

## Filmografia

Immagine tratta dal trailer distribuito negli Stati Uniti del film Help!

Il fascino sul piano musicale si riversò anche su quello cinematografico con la prima pellicola, A Hard Day's Night diretta nel 1964 da Richard Lester. Il noto regista fu capace di ricavare da un fenomeno all'epoca ancora potenzialmente effimero come la Beatlemania un'opera molto apprezzata dalla critica. Il magnetismo e il carisma dei quattro musicisti sedussero anche gli spettatori di questo film che contribuì in modo rilevante alla popolarità del quartetto di Liverpool. Diverso è lo spessore di Help! girato l'anno seguente di nuovo con la regia di Lester; seppur permeato di ironia e umorismo nonsense tipico del gruppo, ha lasciato una traccia meno importante dal punto di vista cinematografico.
La successiva incursione del gruppo nella celluloide fu con un anarchico e scombussolato film per la televisione, Magical Mystery Tour diretto dai Beatles e andato in onda il 26 dicembre 1967. Gli ascolti e le critiche furono molto deludenti anche se il film è stato rivalutato d'interesse storico e documentaristico. Il progetto, nato dopo la morte di Brian Epstein soffre di una mancanza di direzione: alcune voci critiche ritengono che sia stato un progetto essenzialmente di Paul, che non aveva idea della complessità di un simile lavoro.
Dopo il fiasco della pellicola Magical Mystery Tour, il film seguente, Yellow Submarine fu considerato dai quattro solo un adempimento contrattuale nel quale inizialmente non si sentirono coinvolti. Al lungometraggio, diretto da George Dunning per la parte d'animazione e Dennis Abbey per le sequenze dal vivo, i Beatles si limitarono a fornire solo quattro nuovi brani (alcuni dei quali erano scarti delle sessioni per dischi precedenti). Ciononostante il film, uscito nel 1968, ebbe un grande successo e segnò una tappa importante per il cinema d'animazione.
L'ultimo film dei Beatles – Let It Be - Un giorno con i Beatles – corrisponde a quello che fu il loro ultimo concerto. Il documentario, diretto da Michael Lindsay-Hogg nel 1969, fu proiettato in prima visione il 20 maggio dell'anno seguente, cioè dopo lo scioglimento del gruppo.

## Videografia

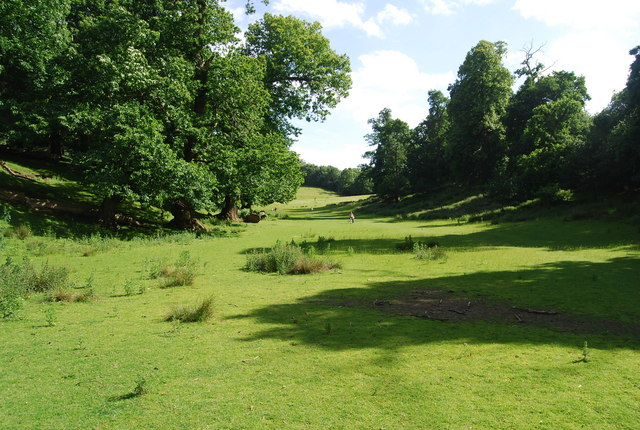
Scorcio di Knole Park, location del video di Strawberry Fields Forever

I Beatles iniziarono a girare video musicali per diffonderli mediante le reti televisive di tutto il mondo, fin dal 1965 con Day Tripper e We Can Work It Out. Ciò che li spinse a diffondere le loro canzoni sotto forma di video musicale fu l'impossibilità di apparire ovunque venissero invitati: così decisero di adottare, anche grazie all'estro del manager Brian Epstein e del produttore George Martin, la diffusione di canzoni in video. Il primo videoclip della storia della musica inteso come tale è Paperback Writer del 1966, seguito da Rain dello stesso anno, entrambi girati in una serra. Fu per allora una soluzione innovativa, che col tempo diventò una prassi per la promozione di prodotti musicali, usata in special modo da alcuni canali televisivi.
Peter Goldmann, nome suggerito da Klaus Voormann è il regista svedese che diresse i video promozionali di Strawberry Fields Forever e Penny Lane. Per la prima composizione, il 30 e 31 gennaio 1967 la troupe riprese i Beatles nel Knole Park a Sevenoaks in un'area del Kent di proprietà del National Trust creando un'atmosfera surreale che bene si addiceva al brano. Per Penny Lane, lo storico luogo di Liverpool venne ricostruito il 5 febbraio, riprendendo il gruppo nell'East End londinese; poi, in fase di montaggio, queste scene si alternarono alle riprese di alcuni scorci della reale Penny Lane.
Il 10 febbraio, Tony Bramwell coordinò le riprese di uno dei momenti più alti della creatività del gruppo, l'orchestra di quaranta elementi che eseguiva il crescendo per A Day in the Life. Il filmato, di valore storico, apparve solo dopo quasi trent'anni, in occasione della pubblicazione dell'Anthology.
Dopo un assemblaggio di videoclip per promuovere Lady Madonna il successivo video promozionale fu girato nel settembre 1968 dal regista Michael Lindsay-Hogg negli studi di posa di Twickenham per pubblicizzare un altro singolo, Hey Jude/Revolution.
Altre riprese dei Beatles a Twickenham vennero intercalate alle scene del matrimonio e della luna di miele di John Lennon e Yoko Ono per promuovere il singolo The Ballad of John and Yoko; e infine un collage di spezzoni di scene campestri, in cui figuravano individualmente i quattro Beatles, venne montato sotto la supervisione di Neil Aspinall per lanciare Something.

## Apparizioni televisive

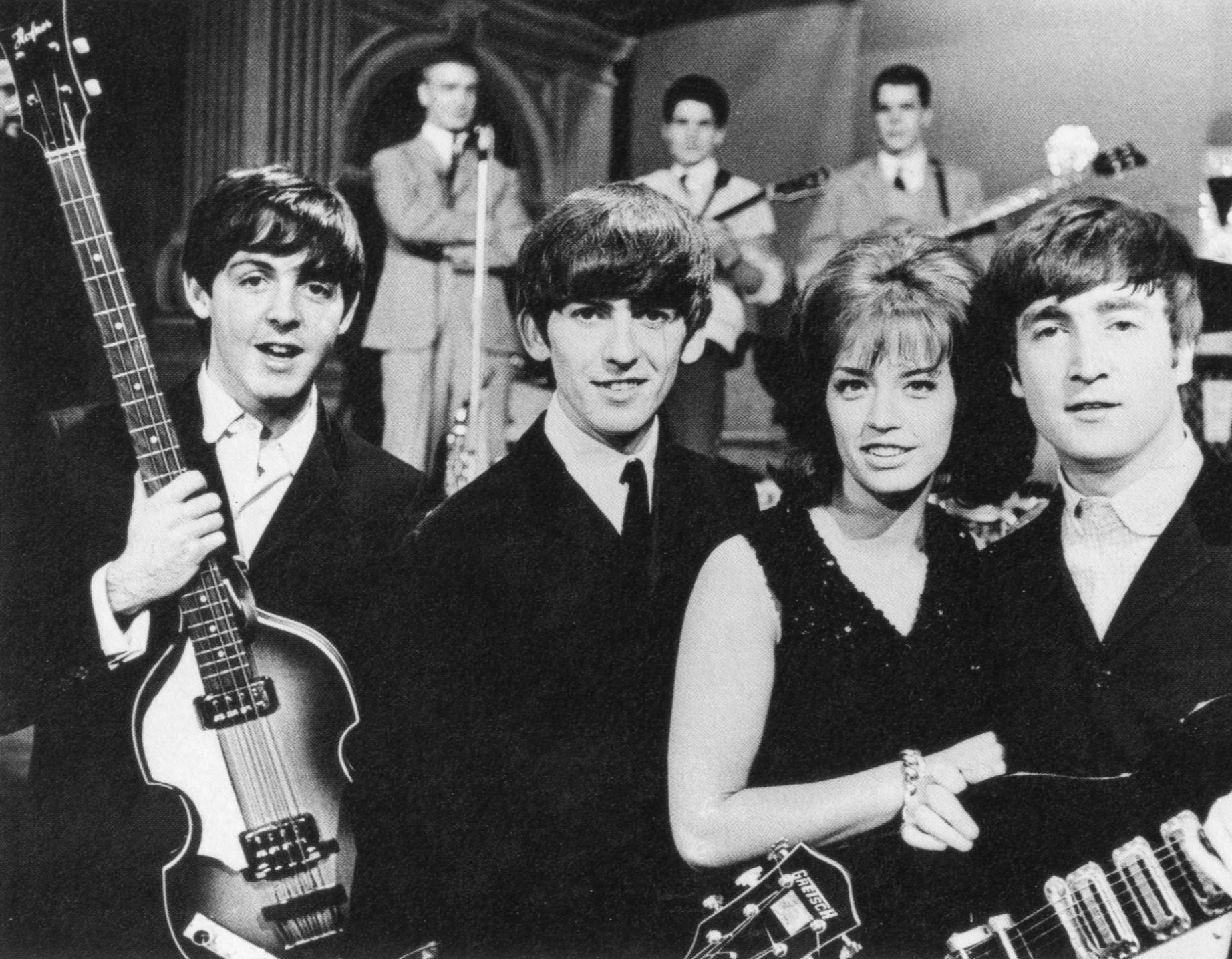
McCartney, Harrison e Lennon con la cantante Lill-Babs alla televisione svedese (ottobre 1963)

Oltre alle esibizioni dal vivo nella classica forma delle tournée, i Beatles devono larga parte della loro popolarità alle loro apparizioni televisive, ospitati e sostenuti inizialmente dai canali indipendenti. La prima volta che fecero la loro comparsa in TV risale al 17 ottobre 1962, nel programma People and Places della Granada TV (dove sarebbero tornati altre volte). Fu poi la volta di Discs A Gogo, della TWW (Television Wales and the West) e Tuesday Rendevouz della stazione ITV, entrambe nel dicembre 1962.
Il 13 gennaio 1963 i Beatles esordirono nella popolare trasmissione di musica pop Thank Your Lucky Stars, della ABC Television di Birmingham, che li avrebbe accolti altre sette volte. ABC At Large li vide nel marzo per la prima volta impegnati in un'intervista a fianco di Brian Epstein e il mese successivo di nuovo alla Granada TV nella prima di una serie di esibizioni al programma Scene At 6.30. Nello stesso mese, finalmente anche la BBC aveva puntato i riflettori sul gruppo, ospitandoli il 13 aprile nello spettacolo The 6.25 Show. Ad agosto fu la volta della Southern Television, per il programma musicale Day By Day e successivamente per un documentario sul Mersey Beat; e il 4 ottobre li vide debuttare nella trasmissione di successo Ready, Steady, Go! L'esibizione del gruppo al Val Parnell's Sunday Night at the London Palladium, trasmessa in diretta il 13 ottobre 1963 e seguita da quindici milioni di spettatori, rappresenta un punto di svolta non solo nella musica britannica. A quella trasmissione, nella quale i Beatles alternarono musica e gag conquistando il pubblico, si fa risalire secondo molti critici la nascita del termine "Beatlemania".

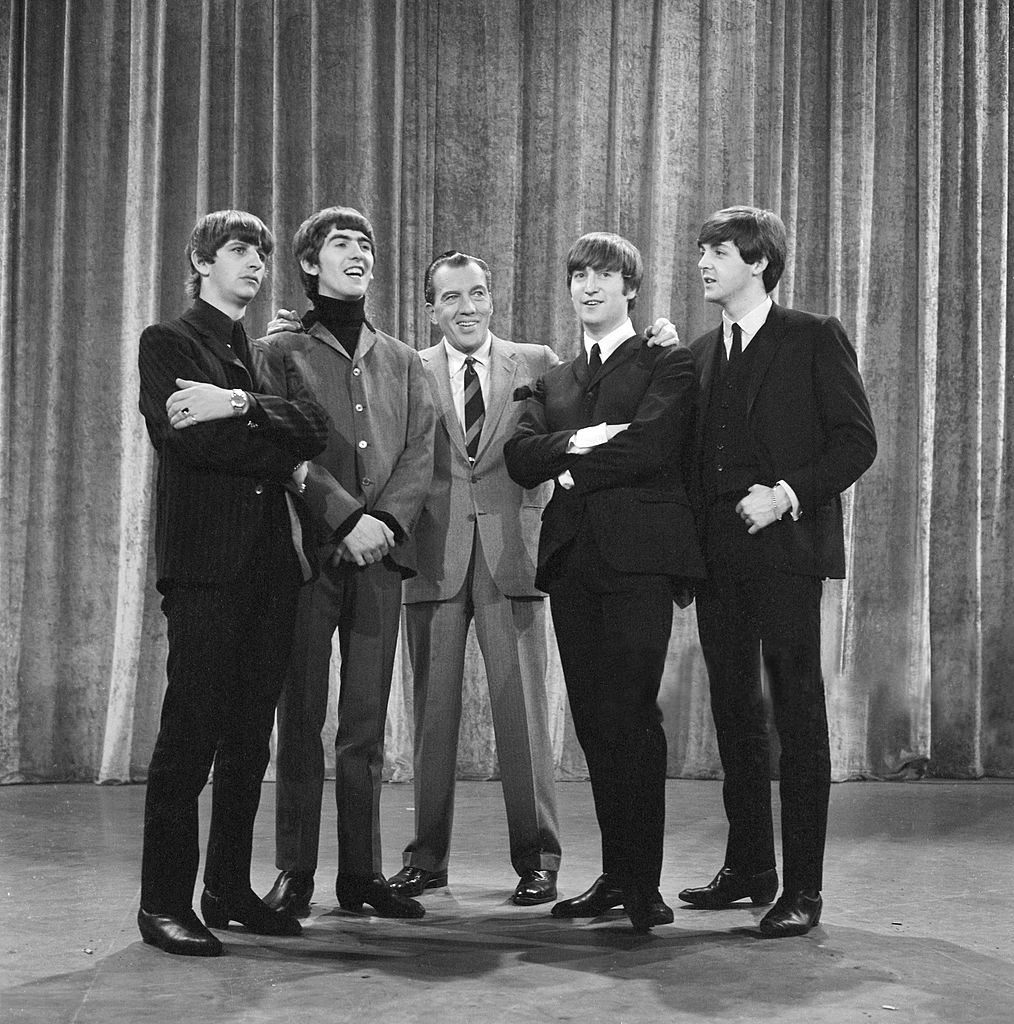
Ed Sullivan con i Beatles nel 1964

Fu la Sveriges Television la prima stazione estera che ospitò il gruppo – in tournée in Svezia – a fine ottobre, nel programma Drop In. Il 10 novembre la TV inglese mandò in onda la registrazione del Royal Variety Performance, in cui assieme ad altri artisti i Beatles si erano esibiti la settimana precedente al cospetto della Regina Madre, della principessa Margaret e di Lord Snowdon. In quella circostanza, rispetto al Sunday Night at the London Palladium di appena un mese prima, l'audience televisiva quasi raddoppiò, raggiungendo un numero di spettatori stimato in ventisei milioni.
Ormai divenute celebrità corteggiate, furono protagonisti di svariate altre apparizioni a rotocalchi televisivi locali, trasmissioni per teenager, video promozionali, interviste e programmi pop. Da ricordare il ritorno al Val Parnell's Sunday Night at the London Palladium, a distanza di tre mesi e con il compenso per l'esibizione addirittura quadruplicato, le apparizioni in TV negli Stati Uniti durante i loro tour del 1964 e 1965 – fra le quali quelle al celebre Ed Sullivan Show – e in Australia, dove si trovavano in tournée; la loro puntata a Liverpool, seguiti da Granada TV e BBC 1, la partecipazione negli studi della BBC a Top of the Pops nel giugno del 1966, due concerti dal vivo ripresi e trasmessi dalle televisioni tedesca e giapponese a metà anno fino alla partecipazione allo spettacolo Our World, il primo programma televisivo in diretta planetaria, il 25 giugno 1967. Si calcola che la trasmissione, in collegamento via satellite con ventisei nazioni, fu vista da 350 milioni di persone (150 milioni secondo Roy Carr). In quell'occasione i Beatles cantarono All You Need Is Love accompagnati dal pubblico di cui facevano parte fra gli altri Mick Jagger, Keith Richards, Graham Nash, Eric Clapton e Keith Moon.
Oltre a qualche altra apparizione, la lista non contempla la primissima volta che il gruppo apparve alla TV: si trattò del Carroll Lewis Discoveries TV Show, trasmesso dalla Granada TV nel giugno del 1959. Nella circostanza il gruppo non si era presentato come Beatles – nome di là da venire – ma come Johnny and the Moondogs.

## Riconoscimenti

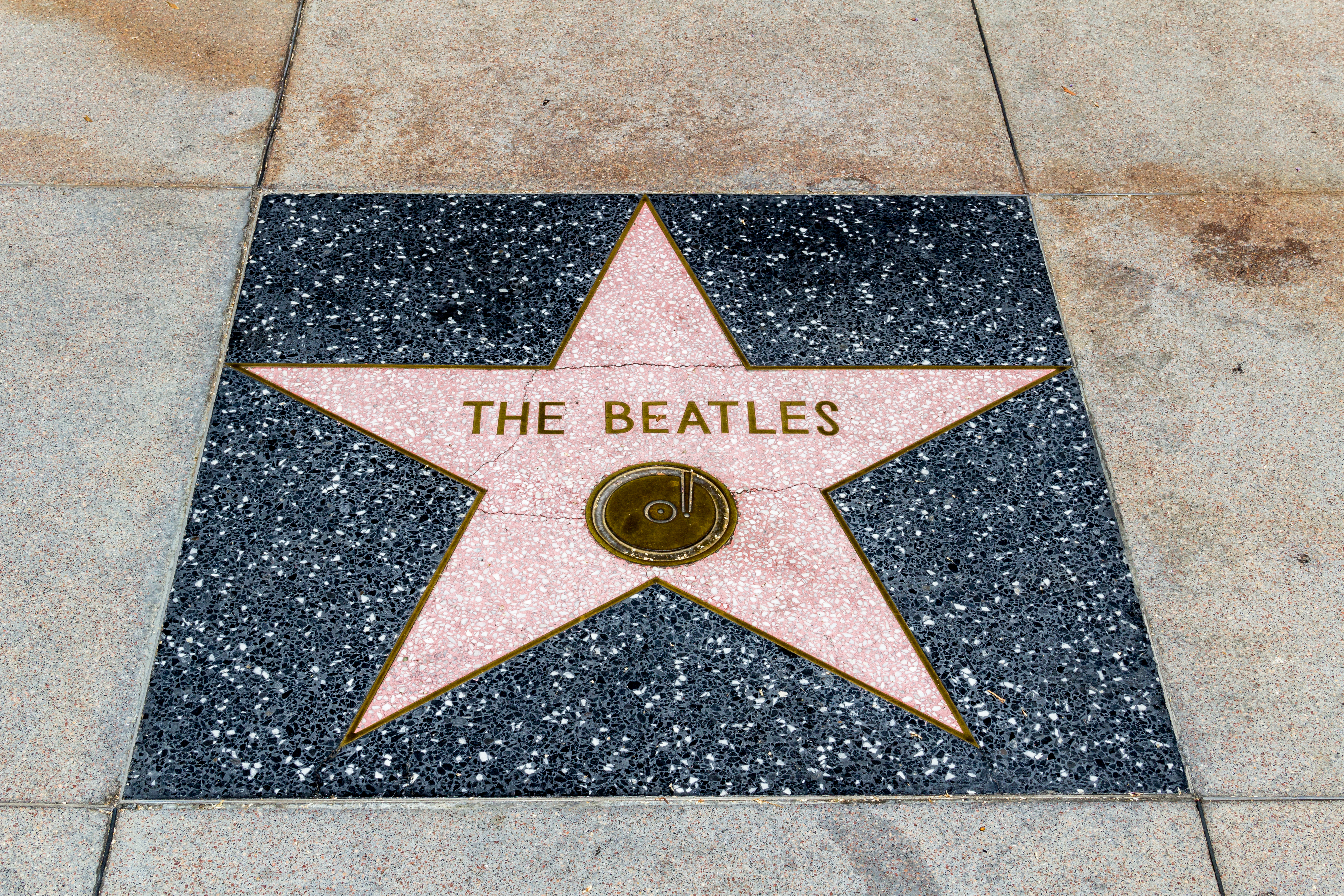
La stella sulla Hollywood Walk of Fame

- 1963, 27 dicembre. Il Times definisce Lennon e McCartney «i compositori inglesi più eccezionali del 1963» sottolineando che i loro pezzi «costituiscono gli esempi più estrosi e inventivi dello stile che si è andato sviluppando nel Merseyside negli ultimi anni».[325]
- 1963, a fine anno il periodico New Musical Express a seguito di un sondaggio coi propri lettori, li proclama il gruppo musicale numero uno al mondo.[326]
- 1965, 26 ottobre. I Beatles sono insigniti dell'Ordine dell'Impero Britannico.
- Nel 1988 i Beatles sono inseriti nella Rock and Roll Hall of Fame.[327]
- 1998, 8 giugno. La rivista Time li inserisce tra le 100 personalità più importanti e influenti del XX secolo, definendoli "la più sorprendente rock-'n'-roll band al mondo".[328]
- Nel 2004 la rivista Rolling Stone colloca quattro dei loro album nei primi dieci della lista dei 500 più grandi album di tutti i tempi.[329]
- Nel 2004 i Beatles vengono ammessi alla Vocal Group Hall of Fame.[330]
- 2005, ottobre. La rivista Variety colloca i Beatles in prima posizione fra le 100 più rilevanti icone del XX secolo.[331]
- 2014, 18 gennaio. La rivista Billboard li pone al primo posto nella classifica dei singoli nella Single Chart americana con venti successi che hanno raggiunto la vetta.[332]
- A loro è dedicata una stella nella Hollywood Walk of Fame.[333]
- Secondo la RIAA, nessun altro artista ha venduto più album negli Stati Uniti (178 milioni).[334]

### Grammy Award

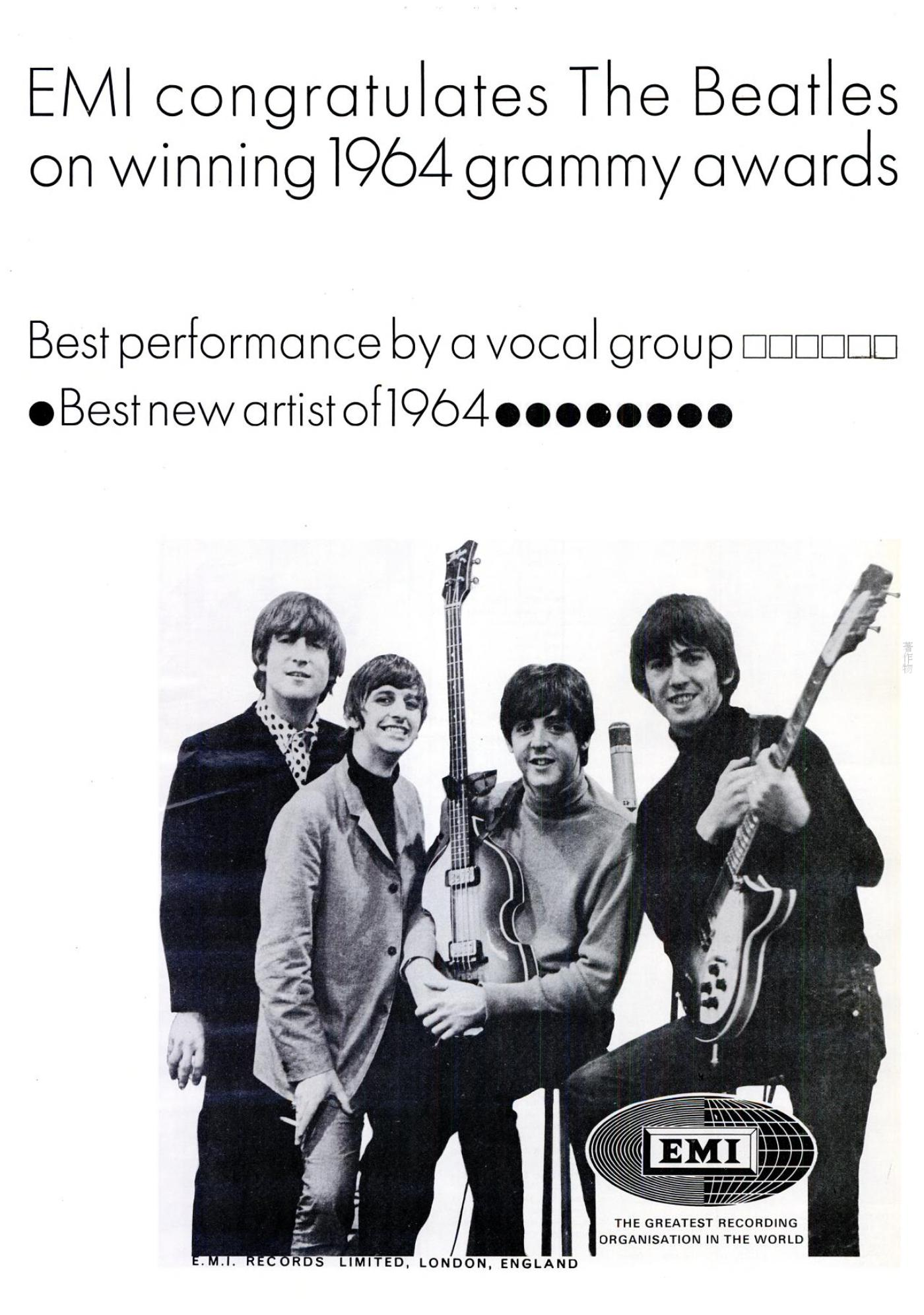
Poster EMI in occasione dei Grammy Awards del 1964

Un Grammy Award è stato attribuito a ciascuna delle opere citate e/o a ognuno dei seguenti artisti:
- A Hard Day’s Night quale migliore interpretazione vocale dell'anno (1964)
- The Beatles quali migliori artisti esordienti (1964)
- Paul McCartney per Eleanor Rigby quale migliore interpretazione vocale contemporanea (1966)
- John Lennon e Paul McCartney quali compositori di Michelle miglior canzone dell'anno (1966)
- Klaus Voormann quale miglior grafico per la copertina dell'album Revolver (1966)
- Sgt. Pepper's Lonely Hearts Club Band quale miglior album dell'anno (1967)
- Sgt. Pepper's Lonely Hearts Club Band quale miglior disco contemporaneo (1967)
- Geoff Emerick quale miglior ingegnere dei suoni per Sgt. Pepper's Lonely Hearts Club Band (1967)
- Sgt. Pepper's Lonely Hearts Club Band quale miglior copertina (1967)
- Geoff Emerick e Phil McDonald quali migliori ingegneri dei suoni per Abbey Road (1969)
- Let It Be quale migliore colonna sonora (1970)
- Free as a Bird quale migliore interpretazione vocale dell'anno (1996)
- Free as a Bird quale miglior videoclip breve (1996)
- The Beatles Anthology quale miglior videoclip lungo (1996)
- George Martin e Giles Martin per Love quale miglior compilation della colonna sonora (compilation di brani dei Beatles) di film (2007)
- George Martin e Giles Martin per Love quale miglior album surround (2007)
- Now and Then quale miglior interpretazione rock (2025)[214]

### Recording Academy Grammy Hall of Fame Award
Un Recording Academy Grammy Hall of Fame Award è stato attribuito a ciascuna delle opere citate:
- l'album Sgt Pepper's Lonely Heart Club Band (1993)
- l'album Abbey Road (1995)
- il singolo Yesterday (1997)
- il singolo I Want to Hold Your Hand (1998)
- il singolo Strawberry Fields Forever (1999)
- l'album Revolver (1999)
- il singolo Eleanor Rigby (2000)
- l'album A Hard Day’s Night (2000)
- l'album Rubber Soul (2000)
- il singolo Hey Jude (2001)
- l'album Meet the Beatles! (2001)
- l'album The Beatles (White Album) (2002)
- il singolo Let It Be (2004)
- il singolo Help! (2008)

### Ivor Novello Award
Un Ivor Novello Award è stato attribuito ai Beatles e a ciascuna delle opere citate:
- The Beatles nel 1964 per il più importante contributo alla musica britannica del 1963
- She Loves You quale canzone più diffusa nel 1963
- She Loves You quale disco più venduto nel 1963
- I Want to Hold Your Hand quale secondo disco più venduto nel 1963
- All My Loving quale seconda canzone più importante dell'anno 1963
- Michelle quale canzone più suonata nel 1966
- Yellow Submarine quale singolo più venduto nel 1966
- She's Leaving Home quale migliore canzone britannica del 1967
- She's Leaving Home quale miglior musica del 1967
- She's Leaving Home quale miglior testo del 1967
- Hello Goodbye quale secondo disco più venduto nel 1967
- Hey Jude quale singolo più venduto in Gran Bretagna nel 1968
- Get Back quale singolo britannico più venduto (1972)
- Ob-La-Di Ob-La-Da quale canzone più richiesta alla radio (1972)

### Cinema
- Special Award, New York Film Critics Circle Awards, attribuito a Yellow Submarine quale miglior lungometraggio di animazione (1968)
- Special Award, National Society Film Critics Awards, USA, attribuito a George Dunning per il film Yellow Submarine (1969)
- Premi Oscar 1971: Oscar alla migliore colonna sonora per il film Let It Be - Un giorno con i Beatles (1969)[338][339]

### Altro
- Best Vocal Disc of the Year attribuito a From Me to You dalla rivista musicale Melody Maker (1963)[340]
- Trustees Award attribuito ai Beatles (1972)[341]
- Trustees Award attribuito a George Martin (1996)[341]
- National Academy of Recording Arts and Sciences President's Award attribuito ai Beatles (2004)[342]

### Enciclopedie
- Riccardo Bertoncelli, Cris Thellung, Ventiquattromila dischi. Guida a tutti i dischi degli artisti e gruppi più importanti, Baldini Castoldi Dalai, 2006, ISBN 978-88-6018-151-0.
- Dante E. Di Mauro, Storia del rock, Sapere 2000 Ediz. Multimediali, 1998, ISBN 88-7673-148-2.
- Federico Guglielmi, Cesare Rizzi, Grande enciclopedia rock, Giunti Editore, 2002, ISBN 88-09-02852-X.

### Titoli monografici

#### Storia
- (EN) Peter Brown e Steven Gaines, The Love You Make - An Insider’s Story of The Beatles, New York, New American Library, 2002  [1983], ISBN 978-0-451-20735-7.
- Marco Crescenzi, I Beatles prima dei Beatles, 2ª ed., Roma, Gremese, 2022  [2005],  pp. 38-43, ISBN 978-88-6692-156-1.
- (EN) Hunter Davies, The Beatles - the Authorized Biography, Granada Publishing Ltd, 1979, ISBN 0-586-05014-0.
- Hunter Davies, The Quarrymen - La vera storia del gruppo da cui nacquero i Beatles, Roma, Arcana, 2002, ISBN 88-7966-238-4. (The Quarrymen, Omnibus Press, London, 2001)
- (EN) Hunter Davies, The Beatles - The Classic Updated, New York/London, W.W. Norton & Company, 2009, ISBN 978-0-393-33874-4.
- (EN) Ian Inglis, The Beatles in Hamburg, London, Reaktion Books Ltd, 2012, ISBN 978-1-86189-915-6.
- Mark Lewisohn, The Beatles Chronology, Firenze, Giunti, 1995.
- Mark Lewisohn, La grande storia dei Beatles, Firenze-Milano, Giunti, 2005, ISBN 88-09-04249-2. (The Complete Beatles Chronicle, Pyramid Books, London, 1992)
- Philip Norman, Shout! - La vera storia dei Beatles, Milano, Mondadori, 1981. (Shout!, Simon & Schuster, New York, 1981)
- Daniele Soffritti, I Beatles dal mito alla storia, Roma, Savelli Editori, 1980.
- Bob Spitz, The Beatles. La vera storia, Milano, Sperling & Kupfer, 2006, ISBN 88-200-4161-8. (The Beatles - The Biography, Little, Brown and Company Inc, New York, 2005)
- (EN) Kenneth Womack, Long and Winding Roads – The Evolving Artistry of the Beatles, New York - London, Bloomsbury Publishing Inc., 2007, ISBN 978-0-8264-1746-6.

#### Opere
- Hunter Davies, The Beatles Lyrics, Milano, Mondadori, 2014, ISBN 978-88-04-64656-3. (The Beatles Lyrics, Orion Publishing Group Ltd, London, 2014)
- (EN) Geoff Emerick, Here, There and Everywhere, New York, Gotham Books, 2007, ISBN 978-1-59240-269-4.
- (EN) Walter Everett, The Beatles as Musicians - The Quarry Men through Rubber Soul, Oxford/New York, Oxford University Press, 2001, ISBN 0-19-514105-9.
- (EN) Walter Everett, The Beatles as Musicians - Revolver through the Anthology, Oxford/New York, Oxford University Press, 1999, ISBN 978-0-19-512941-0.
- Mark Hertsgaard, A Day in the Life - La musica e l’arte dei Beatles, Milano, Baldini&Castoldi, 1995, ISBN 88-85987-91-5. (A Day in the Life - The Music and Artistry of the Beatles, Macmillan, New York, 1995)
- Mark Lewisohn, Beatles - Otto anni ad Abbey Road, Milano, Arcana Editrice, 1990, ISBN 88-85859-59-3. (The Complete Beatles Recording Sessions, EMI Records Ltd, London, 1988)
- Ian MacDonald, The Beatles. L’opera completa, Milano, Mondadori, 1994, ISBN 88-04-38762-9. (Revolution in the Head, Fourth Estate, London, 1994)
- George Martin, Summer of Love - The Making of Sgt. Pepper, Roma, La Lepre Edizioni, 2013, ISBN 978-88-96052-85-3. (Summer of Love - The Making of Sgt. Pepper, Macmillan, London, 1995)
- David Quantick, Revolution - Storia del White Album dei Beatles, Milano, Il Saggiatore, 2006, ISBN 88-428-1196-3. (Revolution. The Making of the Beatles' White Album, Unanimous Ltd, London, 2002)
- (EN) Tim Riley, Tell Me Why - The Beatles: Album by Album, Song by Song, The Sixties and After, Da Capo Press, USA, 2002, ISBN 978-0-306-81120-3.
- (EN) Robert Rodriguez, Revolver - How The Beatles Reimagined Rock’n’roll, Milwaukee, Backbeat Books, 2012, ISBN 978-1-61713-009-0.
- Steve Turner, La storia dietro ogni canzone dei Beatles, Firenze, Tarab, 1997, ISBN 88-86675-23-2. (A Hard Day's Write - The Stories Behind Every Beatles Song, Carlton Books Ltd, 1994)

#### Biografie - autobiografie
- The Beatles Anthology, Milano, Rizzoli, 2010, ISBN 978-88-17-03784-6. (The Beatles Anthology, Chronicle Books, S. Francisco, 2000)
- (EN) Keith Badman, The Beatles Off the Record, London, Omnibus Press, 2007, ISBN 978-1-84772-101-3.
- Julia Baird, Imagine This - Io e mio fratello John Lennon, Roma, Perrone editore, 2008, ISBN 978-88-6004-136-4. (Imagine this - Growing Up with My Brother John Lennon, Hodder & Stoughton, London, 2007)
- (EN) Tony Barrow, John, Paul, George, Ringo & Me, New York, Thunder’s Mouth Press, 2005, ISBN 1-56025-882-9.
- (EN) Tony Bramwell, Magical Mystery Tours - My Life with the Beatles, New York, St. Martin’s Press, 2006, ISBN 978-0-312-33044-6.
- Brian Epstein, Una cantina piena di rumore, Roma, Arcana, 2013, ISBN 978-88-6231-289-9. (A Cellarful of Noise, Souvenir Press, London, 1964)
- (EN) Cynthia Lennon, John, Hodder & Stoughton, 2005, ISBN 978-0-340-89512-2.
- (EN) George Martin, All You Need Is Ears, New York, St. Martin’s Griffin, 1994, ISBN 978-0-312-11482-4.
- Barry Miles, Paul McCartney - Many Years From Now, Milano, Rizzoli, 1997, ISBN 88-17-84506-X. (Many Years From Now, Kidney Punch Inc, 1997)
- Philip Norman, John Lennon, La Biografia, Milano, Arnoldo Mondadori Editore, 2009, ISBN 978-88-04-59361-4.
- Anthony Scaduto, Bob Dylan - la biografia, Roma, Arcana, 1972. (Bob Dylan - an intimate biography, Grosset & Dunlap, 1971)
- (EN) Alistair Taylor, With the Beatles, London, John Blake Publishing Ltd, 2011, ISBN 978-1-84358-349-3.

#### Varia
- AA.VV., Beatles - Interviste, storie e magie, discografia e videografia complete, Milano, Arcana, 1984, ISBN 88-85008-69-0.
- Vincent Bugliosi, Curt Gentry, Helter Skelter - Storia del caso Charles Manson, Milano, Mondadori, 2006, ISBN 88-04-54385-X. (Helter Skelter, the True Story of The Manson Murders, W. W. Norton & Co., New York, 2001)
- Roy Carr e Tony Tyler, I favolosi Beatles, Bergamo, Euroclub, 1979.
- Simon Frith, Sociologia del rock, Milano, Feltrinelli, 1982. (The Sociology of Rock, Constable and Company Limited, London, 1978)
- Bill Harry, Beatles - L’enciclopedia, Roma, Arcana, 2001, ISBN 88-7966-232-5. (The Beatles Encyclopedia, Blandford, London, 1997)
- (EN) Tim Hill, The Beatles: Then There Was Music, Atlantic Publishing, 2007, ISBN 1-907176-58-6.
- Chris Ingham, Guida completa ai Beatles, Milano, Vallardi, 2005, ISBN 88-8211-986-6. (The Rough Guide to the Beatles, Rough Guide Ltd, 2003)
- Rolf-Ulrich Kaiser, Guida alla musica pop, Milano, Mondadori, 1971. (Das Buch der neuen Pop-Musik)
- Marco Ottaiano, Strawberry Fields. Lennon, McCartney e i poeti romantici delle Lyrical Ballads, Martin Eden, Napoli, 2024, ISBN 978-88-32064-32-2
- Ed Sanders, La "Famiglia" di Charles Manson, Milano, Feltrinelli, 1971. (The Family. The Story of Charles Manson's Dune Buggy Attack Battalion, Dutton & Co. Inc., New York, 1971)
- (EN) Piet Schreuders, Mark Lewisohn, Adam Smith, The Beatles’ London - A Guide to 467 Beatles Sites, London, Portico Books, 2008, ISBN 978-1-906032-26-5.
- June Skinner Sawyers (a cura di), Read the Beatles, Roma, Arcana Edizioni, 2010, ISBN 978-88-6231-139-7. (Read the Beatles, Mendel Media Group LLC, New York, 2006).
- Derek Taylor, Estate d’amore e di rivolta, Milano, ShaKe Edizioni Underground, 1997, ISBN 88-86926-26-X. (It Was Twenty Years Ago Today, Bantam, New York, 1987)
- (EN) Kenneth Womack (a cura di), The Cambridge Companion to The Beatles, Cambridge, Cambridge University Press, 2009, ISBN 978-0-521-68976-2.

#### Letture aggiuntive
- Alan Aldridge, Il libro delle canzoni dei Beatles, Mondadori, Milano, 2001. ISBN 88-04-43294-2 (The Beatles Illustrated Lyrics, Macdonald, London, 1969)
- Maurizio Angelucci, Gli Inclonabili - The Beatles, Edizioni Cinque Terre, 2008. ISBN 978-88-97070-05-4
- Marco Bonfiglio, Beatles For Sale - Il Romanzo, Fermento, Roma, 2005. ISBN 88-89207-28-0
- Pattie Boyd, Wonderful Today. La mia vita con George Harrison e Eric Clapton, Bologna, Caissa Italia editore, 2018, ISBN 978-88-6729-054-3.
- Umberto Buldrighini, Gianni Oliva, Dopo i Beatles Musica e Società negli anni '70, Carabba, Lanciano, 2003. ISBN 88-88340-56-4
- Peter Ciaccio, Il vangelo secondo i Beatles - Da Mosè ai giorni nostri passando per Liverpool, Claudiana, Torino, 2012, ISBN 978-88-7016-907-2
- Raffaele Ciccaleni, The Beatles, Lato Side editori, Roma, 1981.
- Alan Clayson, The Beatles Box, Mondadori, Milano, 2003. ISBN 978-88-04-53477-8
- Alan Clayson, The Beatles, Mondadori, Milano, 2004. ISBN 978-88-04-53477-8
- Alberto Durazzi e Luigi Luppola, The Beatles Italian Tour, Roma, Coniglio Editore, 2008. ISBN 8860631068 ISBN 978-8860631060
- Giuseppe Fiorentino e Gaetano Vallini, La rivoluzione bianca della banda dei quattro, in L'Osservatore Romano, 22 novembre 2008.
- Giuseppe Fiorentino e Gaetano Vallini I sette anni che sconvolsero la musica, in L'Osservatore Romano, 10 aprile 2010.
- Donatella Franzoni e Antonio Taormina (a cura di), Beatles tutti i testi. 1962-1970, Arcana Editore, Milano, 1992. ISBN 978-88-7966-010-5
- George Harrison, I Me Mine, Milano, Rizzoli, 2002, ISBN 88-7423-014-1. (I Me Mine, Chronicle Books, San Francisco, 2002)
- Michelangelo Iossa e Roberto Caselli, The Beatles, Collana "Legends Classic Rock", Editori Riuniti, Roma, 2003. ISBN 88-359-5352-9
- Michelangelo Iossa, Le Canzoni dei Beatles, collana "Pensieri e Parole", Editori Riuniti, Roma, 2004. ISBN 978-88-359-5614-3
- Michelangelo Iossa, Campi di Celluloide per Sempre: il Cinema dei Beatles, volume "Rock Around The Screen", Liguori Editore, Napoli, 2010
- (FR)  Eric Krasker, Les Beatles - Enquête sur un mythe 1960-1962, Paris, Séguier, 2003. ISBN 2-84049-373-X
- (FR)  Eric Krasker, Les Beatles - Fact and Fiction 1960-1962, Paris, Séguier, 2009. ISBN 978-2-84049-523-9
- Lapham Lewis, I Beatles in India. Altri dieci giorni che cambiarono il mondo, collana assolo, Roma, e/o, 2007, ISBN 978-88-7641-762-7. (With the Beatles, Melville House Publishing, New York, 2005)
- (EN) Mark Lewisohn, The Beatles - Tune In, in All These Years, Londra, Little, Brown, 2013, ISBN 978-1-4087-0575-9.
- William Mandel, Beatles proibiti, Edizioni Blues Brothers, 2009. ISBN 978-88-8074-053-7
- Alfredo Marziano e Mark Worden, Penny Lane - Guida ai luoghi leggendari dei Beatles, Giunti, Firenze, 2010. ISBN 978-88-09-74526-1
- Steve Matteo, Let It Be, Sublime, 2005. ISBN 978-88-902083-1-7 (The Beatles' Let It Be, The Continuum International Publishing Group Ltd, New York, 2004)
- Guido Michelone e Corrado Rizza - The Beatles,fatti, canzoni, ricordi, Edizioni Theoria, Santarcangelo di Romagna (RN), 2020 - ISBN 9788854981133
- Corrado Rizza, Beatles dolce vita - Storie vere Roma Italia 65, Ediz. italiana e inglese, Lampi Di Stampa, 2005.
- (EN)  John Swenson, The Beatles. Yesterday & Today, Zebra Books, New York, 1977. ISBN 978-0-89083-367-4
- (EN)  Richie Unterberger, The Unreleased Beatles - Music & Film, Backbeat Books, San Francisco, 2006. ISBN 0-87930-892-3
- Jann S. Wenner, John Lennon ricorda - Intervista integrale a ‘Rolling Stone’ del 1970, White Star, Vercelli, 2009. ISBN 978-88-7844-473-7 (Lennon Remembers, Fawcett, New York, 1971)
- Donato Zoppo, Something. Il 1969 dei Beatles e una canzone leggendaria, GM Press, Napoli, 2019.